# Musei civici di Pavia
I Musei Civici di Pavia, detti anche Musei del Castello visconteo, sono un'istituizione che raggruppa i vari musei comunali della città di Paviaː la sezione archeologica e altomedievale con reperti romani, goti e longobardi, la sezione Romanica e Rinascimentale, la Pinacoteca Malaspina, con la Sala del Modello ligneo del Duomo e la sezione del '600-'700, il Museo del Risorgimento, la Gipsoteca, la Quadreria dell'Ottocento, la Civica Scuola di pittura, la Collezione Morone, la sezione del Novecento. I Musei Civici sono ospitati all'interno del Castello visconteo.

## Storia
Vero padre fondatore del Museo è ritenuto il Marchese Luigi Malaspina di Sannazzaro, illuminista (1754/1835), che alla sua morte destinò al comune le proprie raccolte d'arte.
Esse hanno sede dal 1951 nel castello visconteo che era stato ceduto al comune di Pavia nel 1933 da parte dello stato, scelto per la grande mole di materiali ritrovati in scavi programmati o in sventramenti e distruzioni del complesso urbano che prima si trovavano nello Stabilimento di Belle Arti Malaspina.
Il castello fu fatto realizzare nel 1360 da Galeazzo II, che vi trasportò la sua residenza e la sua corte e rimase sede della corte viscontea fino al 1413. Con la caduta degli Sforza, nel XVI secolo fu adibito a caserma e questo contribuì a distruggere l'antico arredo del cui splendore troviamo traccia nei documenti.

## Collezioni
La collezione archeologica comprende materiali rinvenuti fortuitamente durante lavori agrari o edilizi; al museo sono pervenuti soprattutto dal collezionismo privato (raccolta Giuletti, Reale ecc.). I portici del piano terra del castello ospitano il Lapidarium costituito da stele, sarcofagi, are funerarie e votive, epigrafi, capitelli, colonnem e miliari  di età romana.

### Museo archeologico e Sala longobarda
La prima sala è dedicata al territorio di Ticinum (questo era l’antico nome di Pavia) in età romana e, tra gli altri reperti, in essa è esposta una’area sepolcrale, formata da tombe a cremazione in mattoni e un cippo sepolcrale, del I d.C. rinvenuta a Casteggio. La sala ospita anche i reperti provenienti dalla necropoli celtica rinvenuta nel 1957 a Santa Cristina e Bissone, i cui corredi, datati al II secolo a.C. si caratterizzano per la presenza di oggetti stilisticamente di tradizione gallica (come i vasi cinerari) abbinati a prodotti tipicamente romani, quali le ceramiche a vernice nera. Non diversamente, il corredo esposto della tomba del I secolo a.C. rinvenuta nel contesto urbano di Pavia è contemporaneamente celtica (nelle ceramiche e nelle fibule) e romana (neglie elementi laterizi della cassetta e nel balsamario fittile). Si tratta di testimonianze delle progressiva penetrazione delle cultura romana nel mondo celtico cisalpino. Sempre al medesimo periodo risale un pezzo di grande interesse: una ciotola in argento che sull'orlo reca incisa una iscrizione formata da un nome ligure seguito da una indicazione di misure ponderali romane rinvenuta presso Zerbo in un gruppo di tombe "gallo-romane" ad incinerazione e datata al II secolo a.C.
Nella II° sala è esposta la collezione egizia, donata dal marchese Malaspina di Sannazzaro (che l’acquistò da Giuseppe Nizzoli cancelliere del consolato austriaco ad Alessandria d’Egitto tra il 1818 e il 1828),  formata da circa 150 reperti tra papiri, vasi canopi, amuleti e bronzetti.  La collezione egizia non è l’unica sezione del museo contenente materiali non provenienti dal territorio pavese: ricordiamo solo la collezione di ceramiche fenicio-puniche (raramente presenti nei musei italiani al di fuori della Sardegna) lasciate da Francesco Reale nel 1892 o la raccolta di vasi italioti (tra cui un grande cratere a campana attribuibile al Pittore di Iris) proveniente dai “vecchi fondi” del museo.

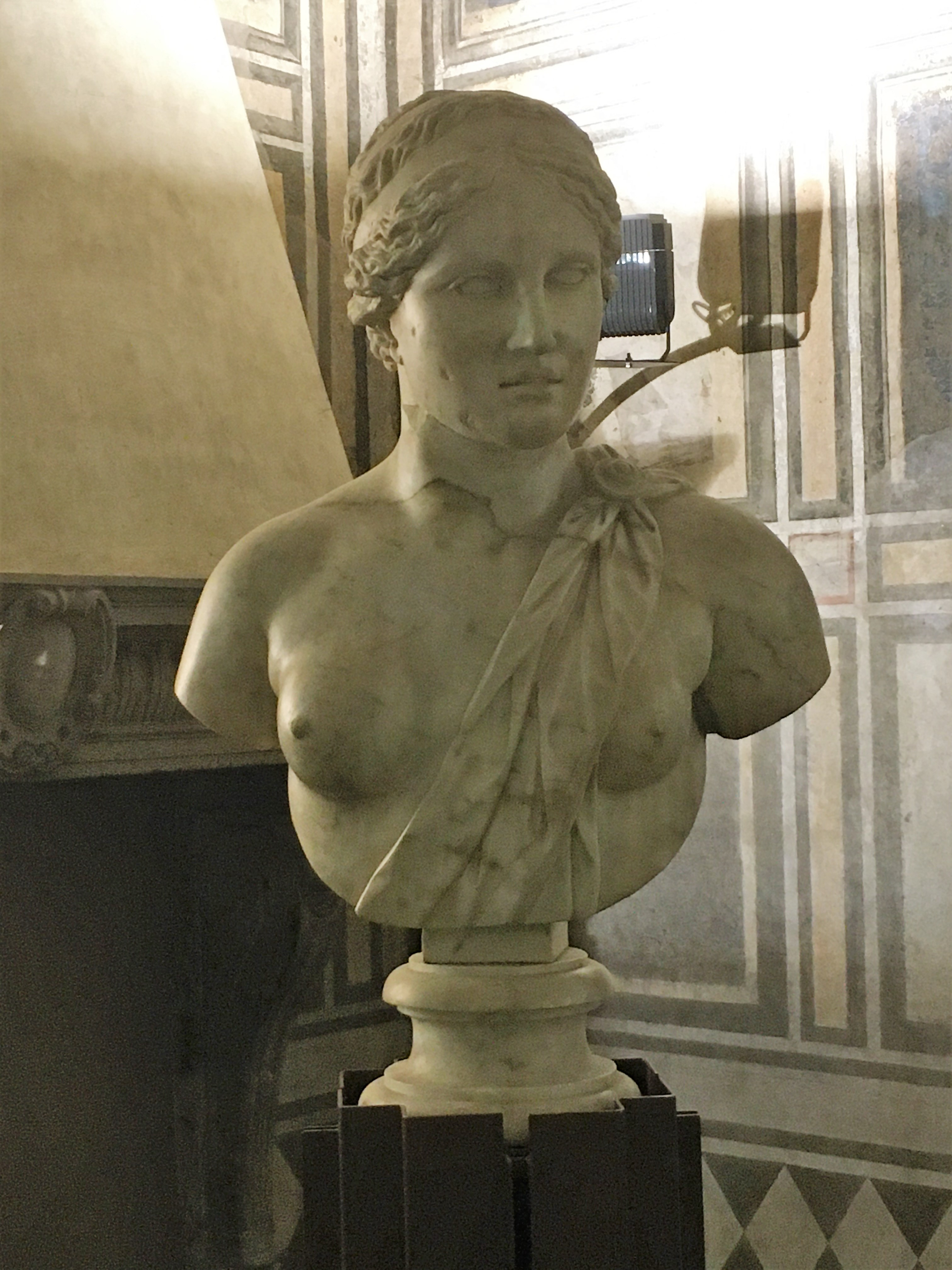
Artemide Soteira di Cefisodoto il Vecchio, copia romana del I-II secolo d.C.

Sempre nella stessa sala è conservata anche la raccolta di vetri di età romana, probabilmente la più importante del nord Italia, all’interno della quale si trovano pezzi di grandissima qualità e rarità, come il kantharos in vetro blu scuro proveniente da Frascarolo e la coppa di Ennion.  i vetri romani del museo si segnalano per qualità e varietà tipologica. Nella raccolta, ascrivibile nella maggioranza dei pezzi al I e al II secolo d.C., sono infatti testimoniate le più diverse tecniche di lavorazione (vetro fuso entro stampo, soffiato entro stampo, a pareti lisce e con decorazioni in rilievo, soffiato a mano libera, naturale e colorato) e una ampia gamma di forme (bottiglie, coppe, olpi e balsamari). La frequenza dei rinvenimenti in città e nel suo territorio ha consentito di ipotizzare la presenza di officine vetrarie nella zona nel I secolo d.C. 
Accanto ai vetri si trovano alcune sculture di età romana rinvenute in città e nel suo territorio, tra le quali spicca un busto in marmo greco raffigurante Artemide Soteira di Cefisodoto il Vecchio, copia romana del I- II secolo d.C. Le sale III° e IV° espongono reperti di età romana rinvenuti localmente: ceramica comune (tra cui anche dei vasi "antropoprosopi, cioè che riproducono sul corpo le fattezze umane, molto diffusi nella prima età imperiale nel nord Italia e nelle regioni transalpine), bronzi, terra sigilata, ceramiche fini da mensa, altri vetri romani e grandi reperti architettonici e scultorei, tra cui la statua di togato, nota con il nome di Muto dall’accia al collo, risalente al I- II secolo d.C.  e proveniente dalla porta occidentale della città (porta Marenga). Tra le sculture di età romana vi è anche un ritratto femminile, in marmo greco, pertinente ad una statua funeraria, che rappresenta una donna in età matura con occhi profonadamente incavati e cappelli raccolti sulla nuca e quindi riportati in avanti con una "stuoia" di treccioline, testimonianza della plastica "colta" di Pavia sul finire del III secolo. Sempre da un monumento sepolcrale proviene anche un cippo in marmo con l'immagine di Attis, risalente al I secolo d.C. Vi sono reperti celtici del periodo di La Tène e ceramica invetriata (con riferimento al rivestimento in pasta di vetro fluido con cui è ricoperta l'argilla) di I secolo d.C., anche a forma di uccello.

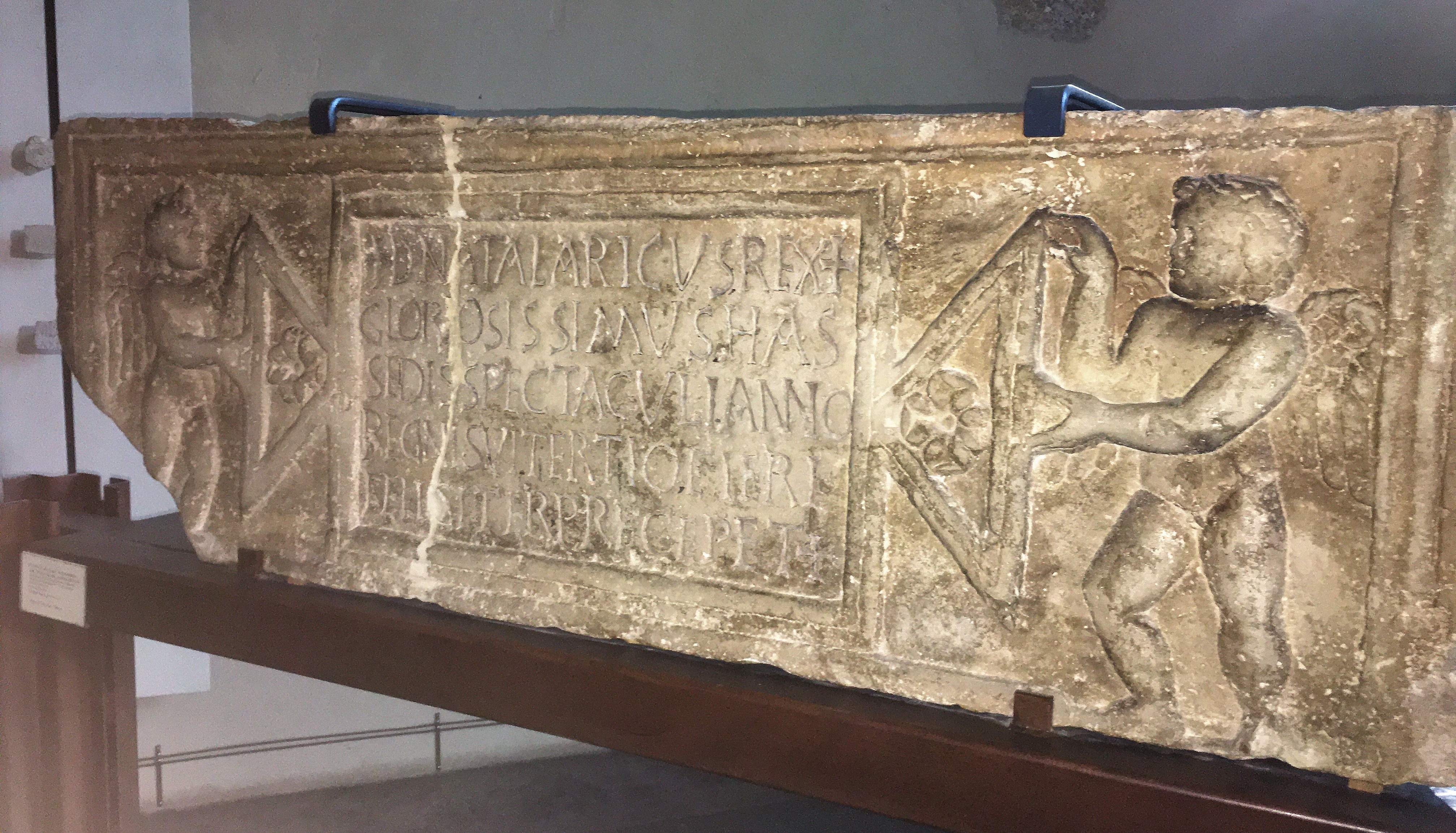
Epigrafe di Atalarico

Sempre legata alle vicende di Pavia e del suo territorio è la Sala Longobarda, dove sono esposti argenti paleocristiani (tra cui un cucchiaio liturgico, una ciotala ed un nodo di calice ritrovati fra il presbiterio e la navata laterale della basilica di San Michele Maggiore nel 1968), oreficerie tardo romane e gote (tra le quali alcune notevoli fibule a staffa) e reperti di età longobarda (tra cui un raro bronzetto di età longobarda raffigurante un guerriero), testimonianza del importanza e splendore di Pavia, allora capitale del regno. Molti sono i reperti di grande interesse (anche storico) conservati: la fronte di un sarcofago del II secolo d.C. contiene un'epigrafe che commemora i lavori del re goto Atalarico all’anfiteatro di Pavia tra il 528 e il 529. Alla stessa epoca ridalgono anche un'epigrafe funeraria in marmo e scritta in greco di una famiglia siriaca, proveniente dalla chiesa di San Giovanni in Borgo e alcuni frammenti di tegoloni con il bollo del vescovo Crispino II (521- 541), prova della presenza di fornaci in città anche dopo la fine del mondo romano. La sala ospita anche la grande lastra tombale marmorea, rinvenuta a Villaregio nell’Ottocento, del filosofo Severino Boezio (480 circa - 524 o 526), e le lastre tombali di re Cuniperto, della figlia Cuniperga, della regina Ragintruda e del duca Audoald. Testimoni della rinascenza liutprandea sono i noti plutei di San Maria Teodote, che raffigurano l’albero della vita tra draghi alati e un calice affiancato da pavoni, e il frammento di pluteo con testa di agnello dall'ex palazzo Reale di Corteolona, mentre sempre lagato al passato regio di Pavia è l'iscrizione del sarcofago delle regina Ada (moglie del re Ugo di Provenza, morta nel 931 e sepolta nella chiesa di San Gervasio e Protasio) e la sella plicatilis, sedia pieghevole di arte carolingia o ottoniana, esemplare raro (pochissimi museo europei conservano arredi di quell’epoca e quasi nessuno di essi raggiunge la qualità dell’esemplare pavese) per la complessità tecnica e il raffinato decoro.

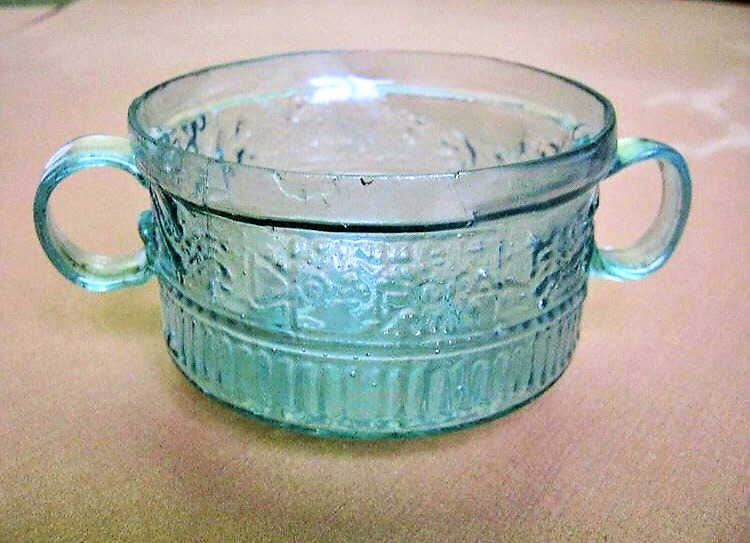
La coppa di Ennion, Collezione dei vetri di età romana.
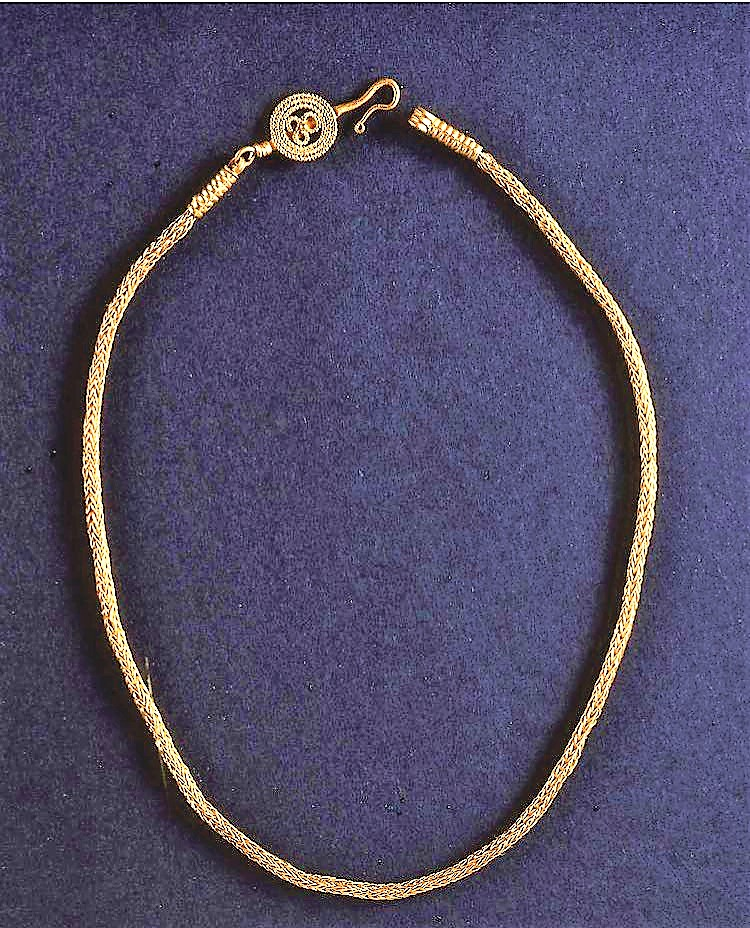
Collana tardo romana
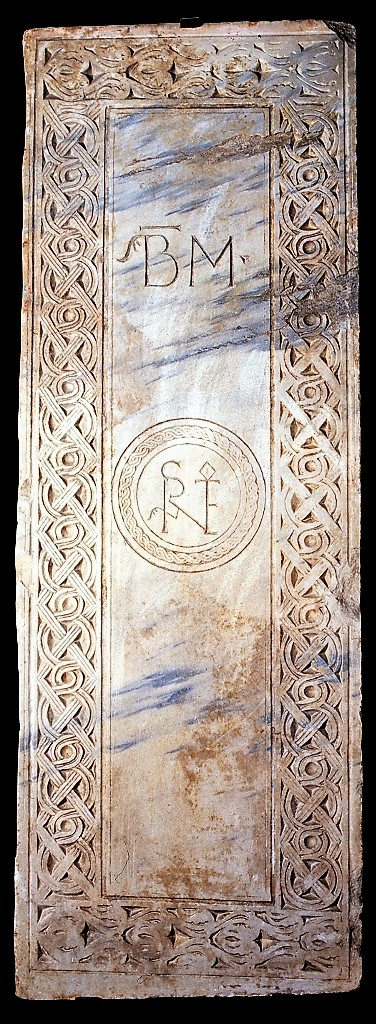
Lastra tombale di Severino Boezio
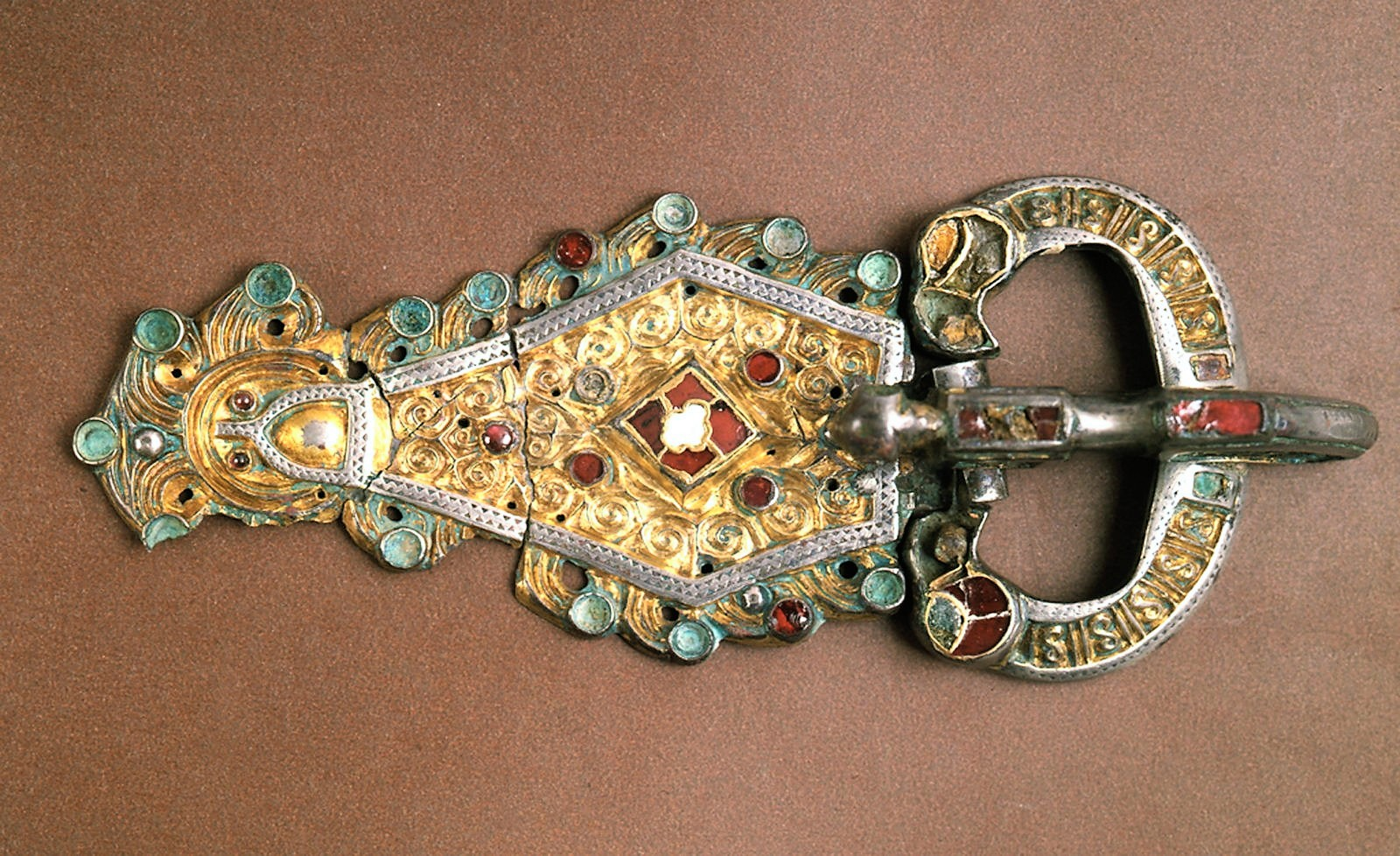
Fibbia ostrogota da Torre del Mangano
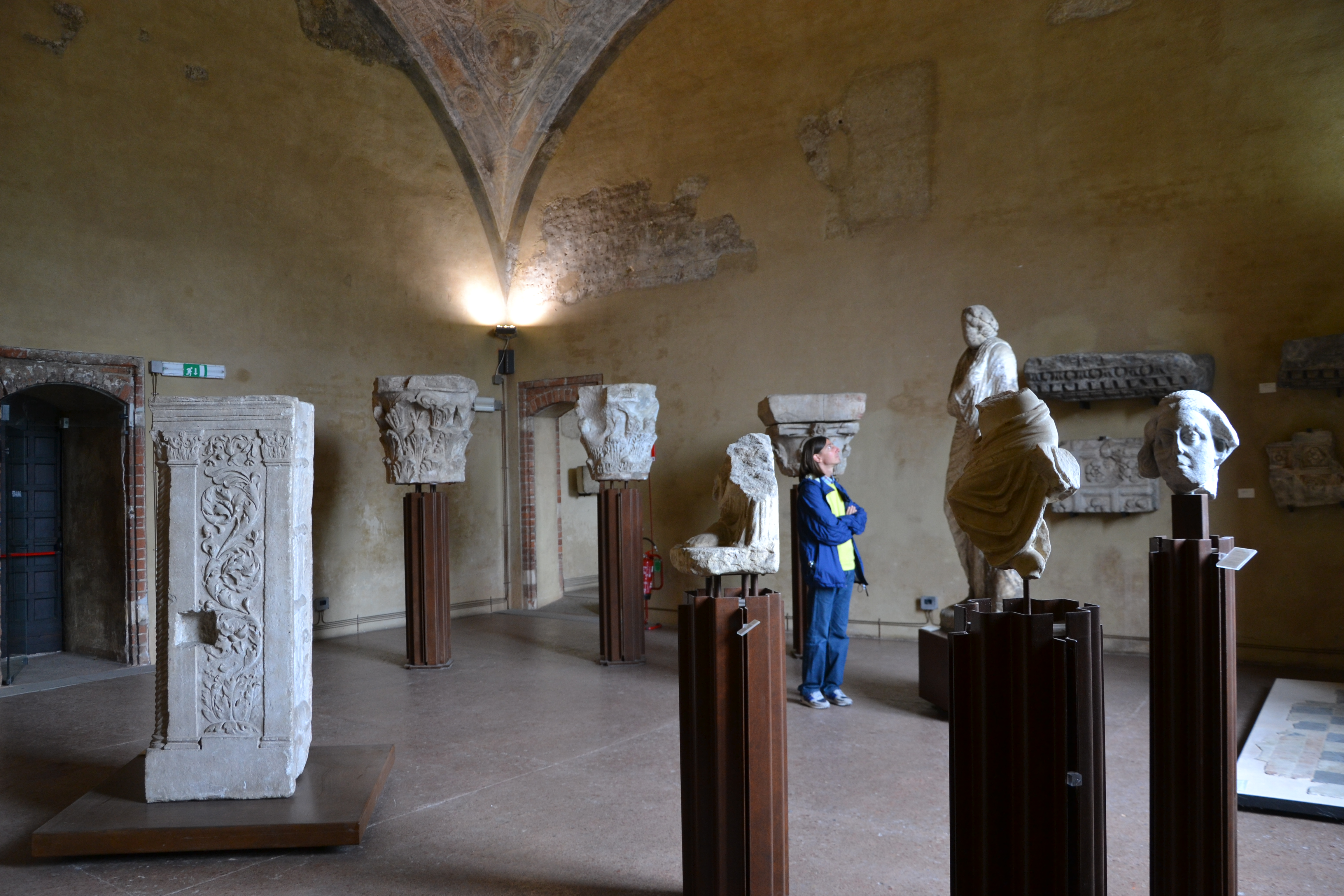
Una delle sale della sezione romana
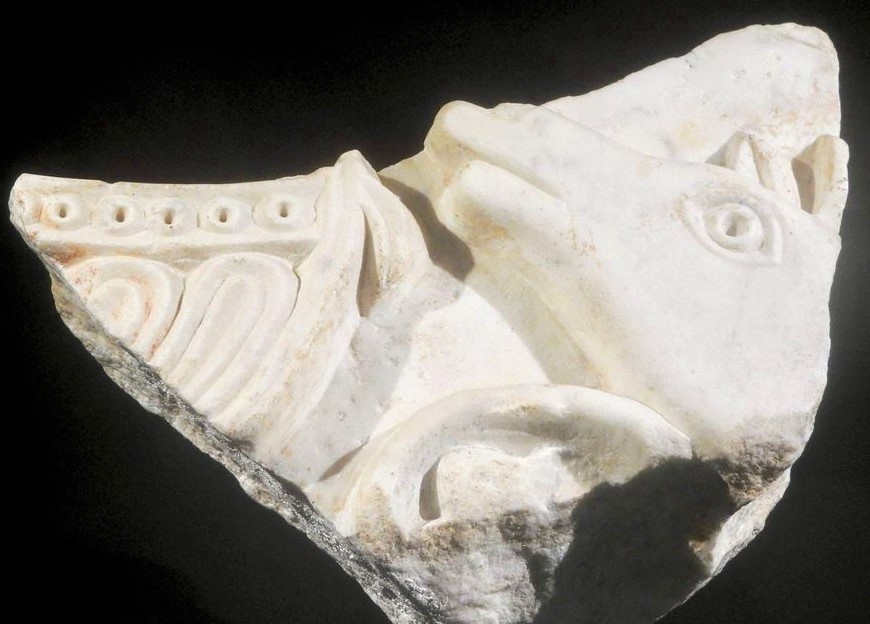
Frammento di pluteo con testa di agnello, VIII secolo.
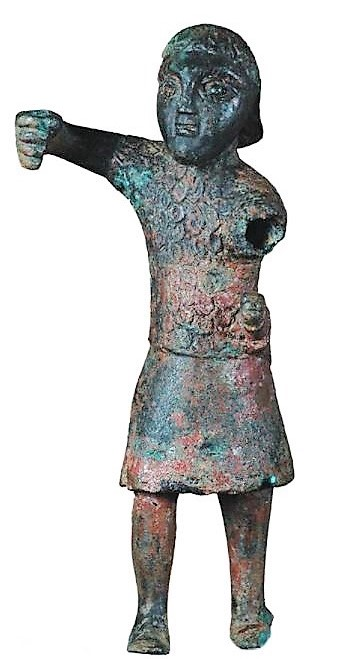
Bronzetto raffigurante un guerriero (VIII secolo)
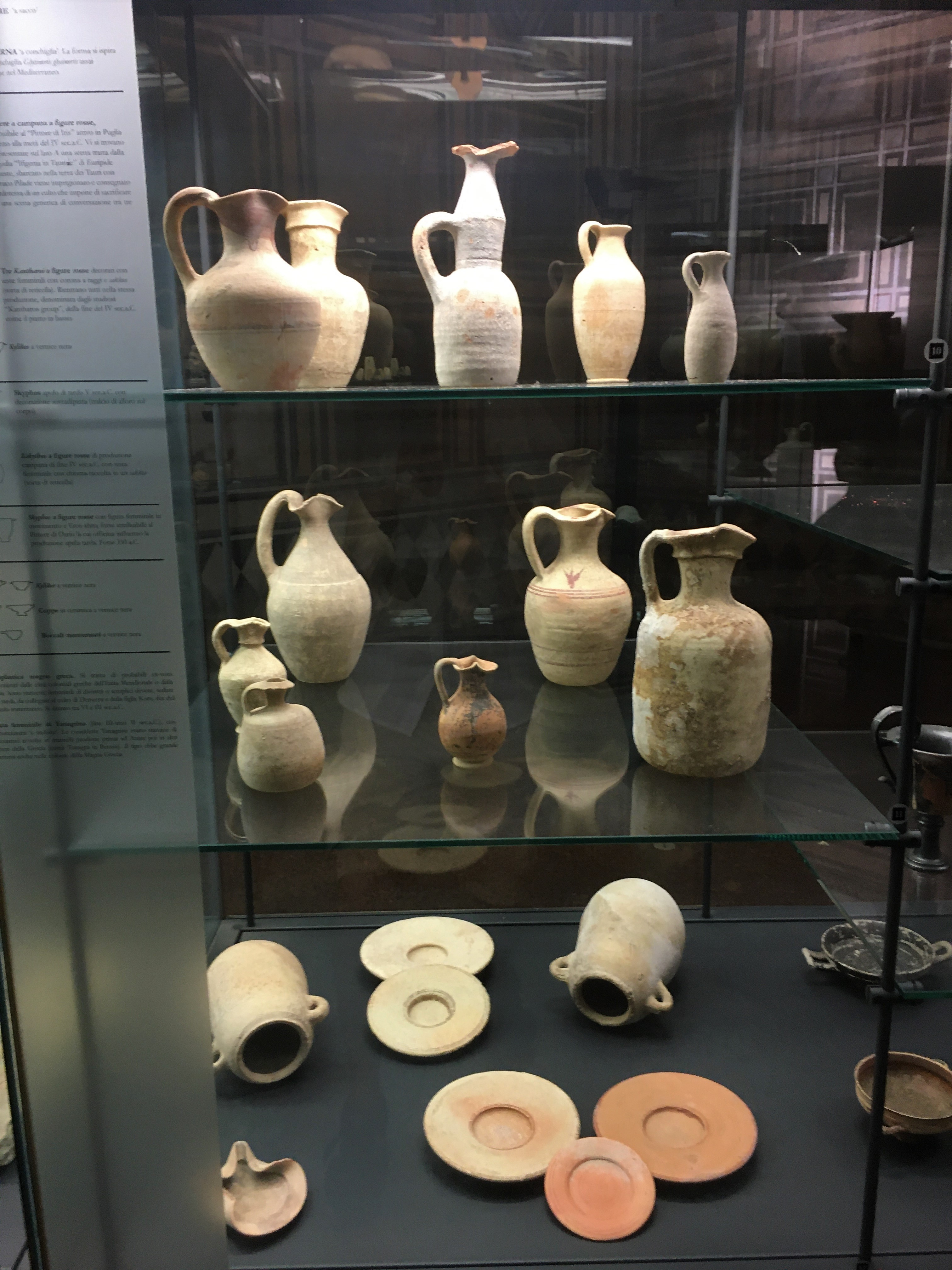
Ceramiche puniche.
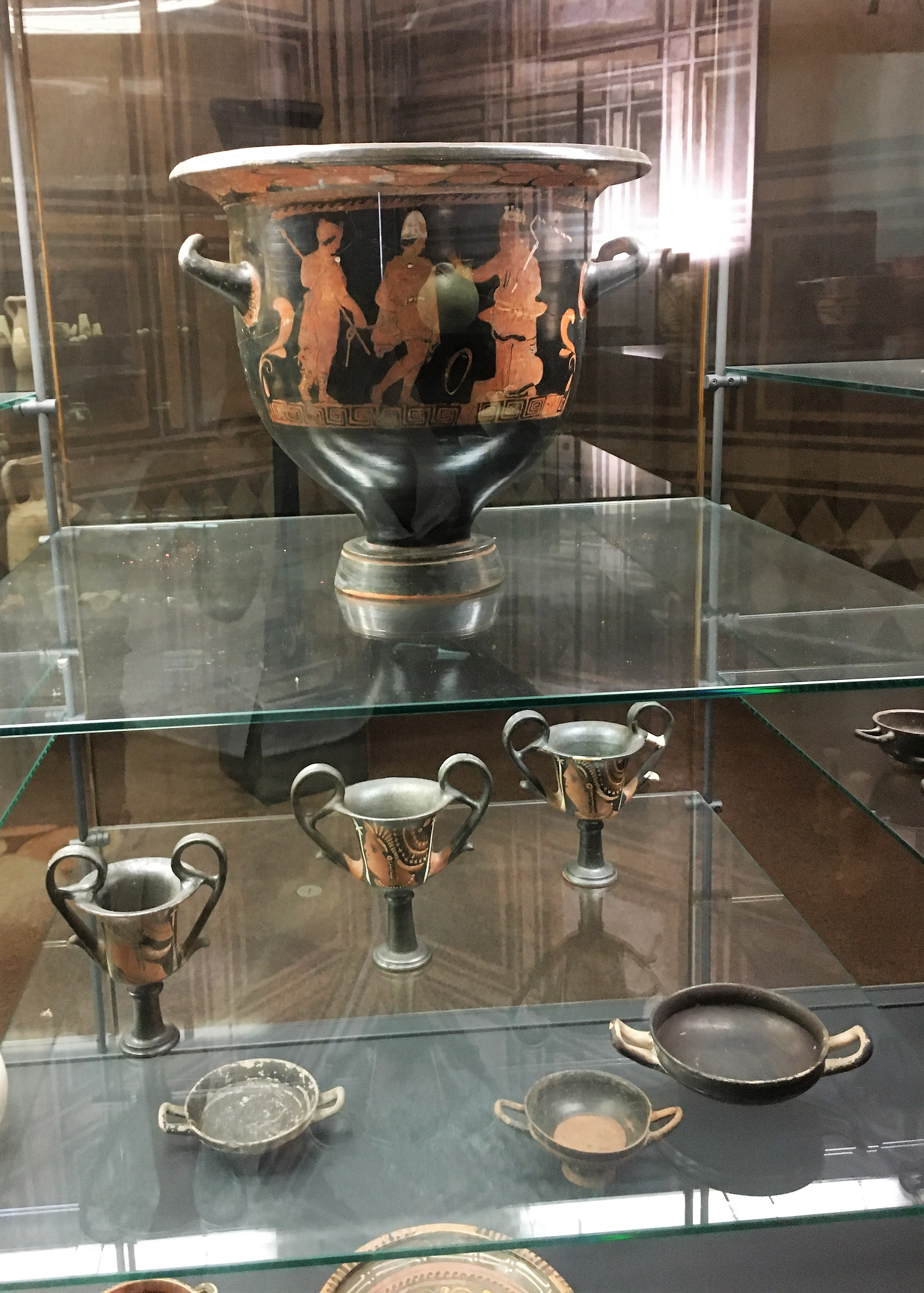
Ceramiche italiote
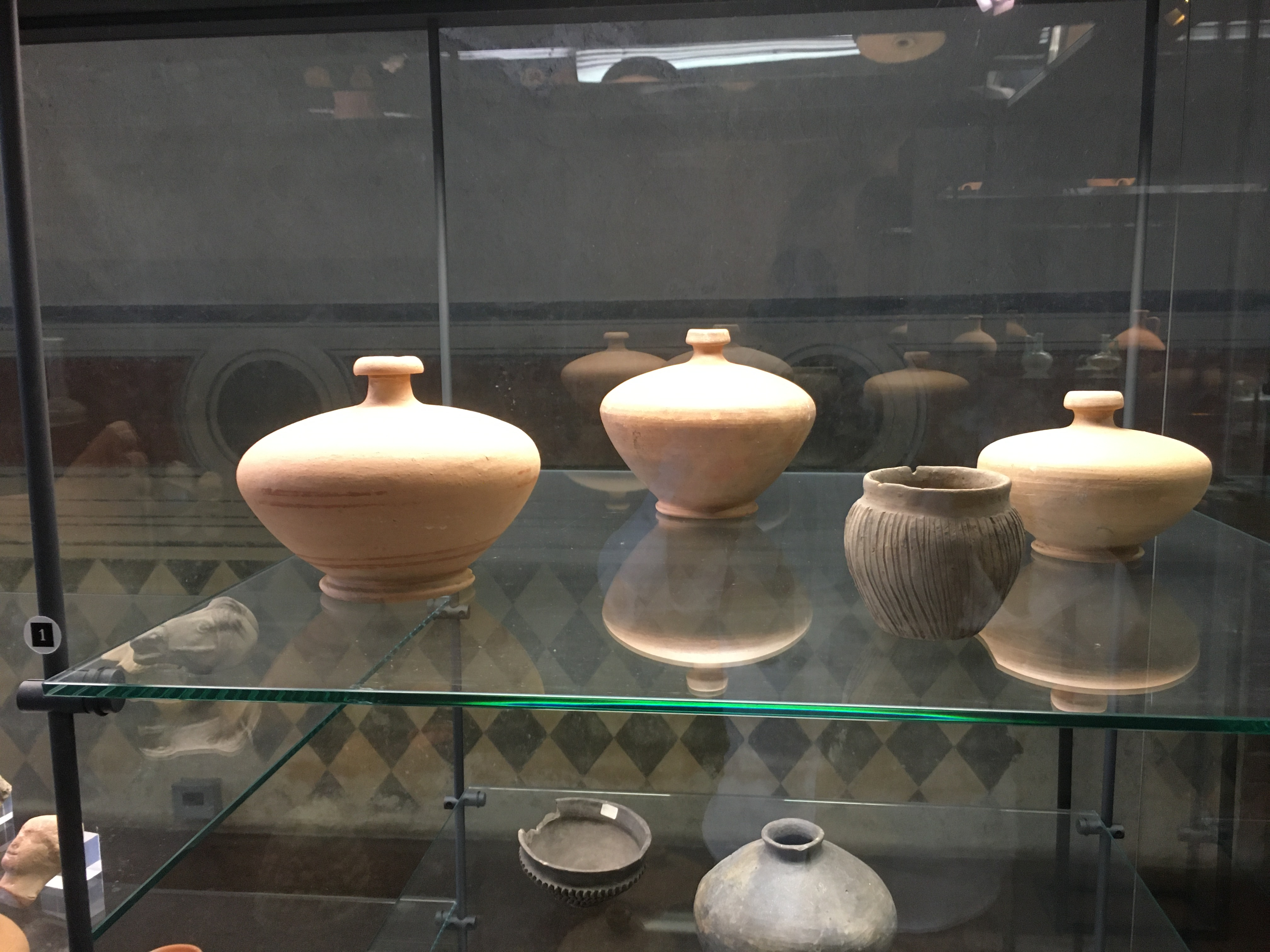
Ceramica celtica.
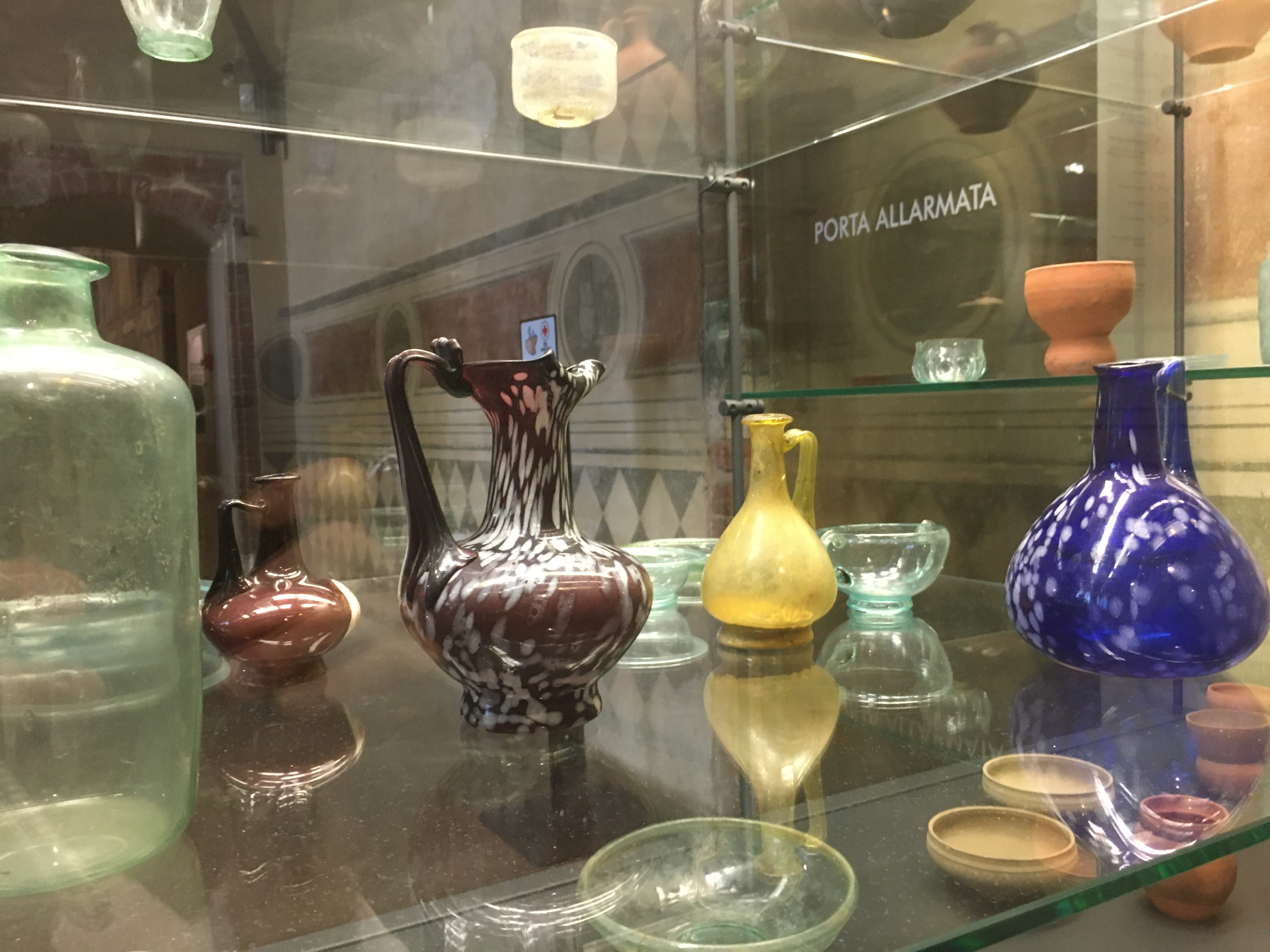
Vetri di età romana, collezione di vetri di età romana.
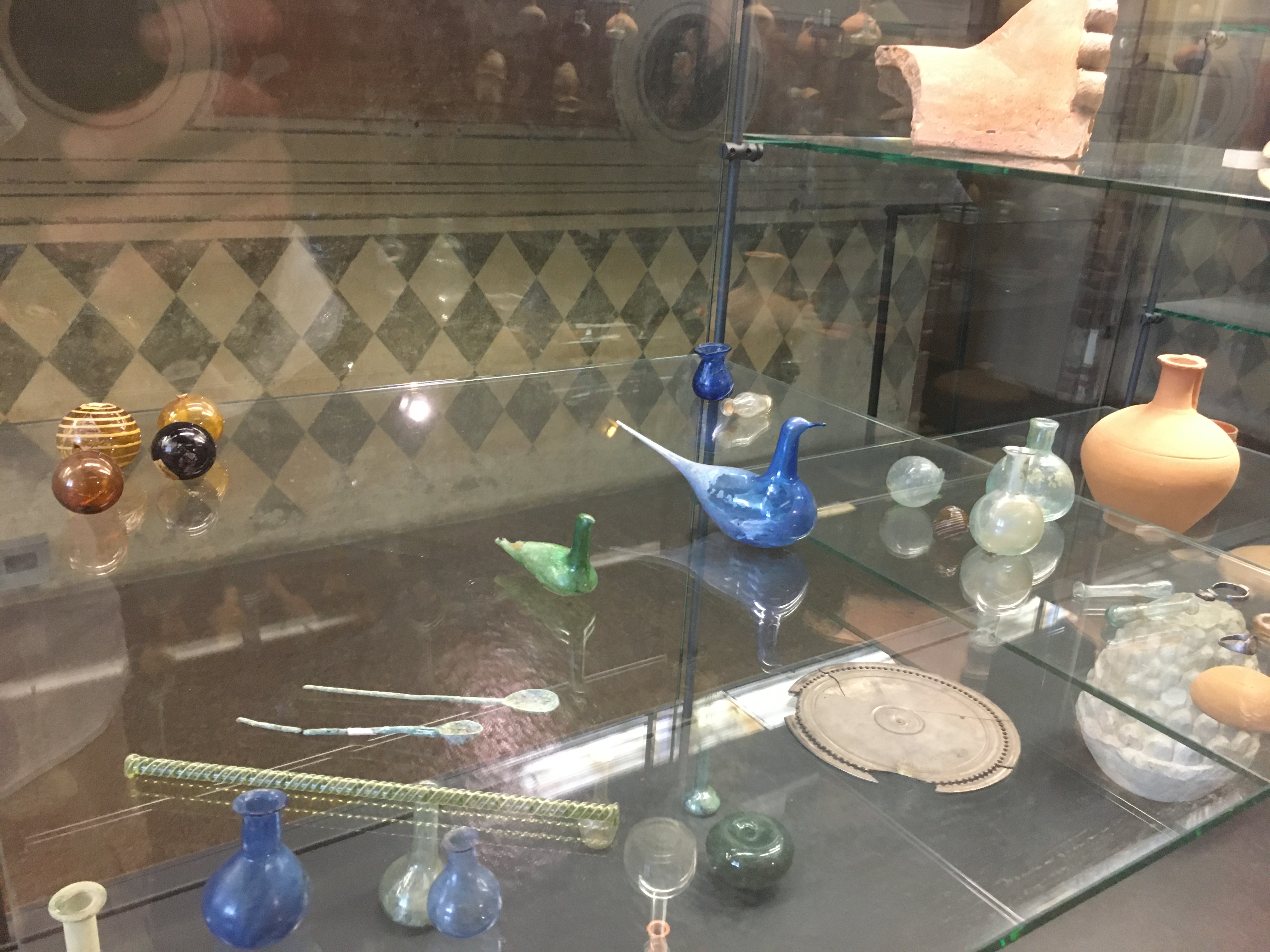
Balsamari di età romana, collezione di vetri di età romana.
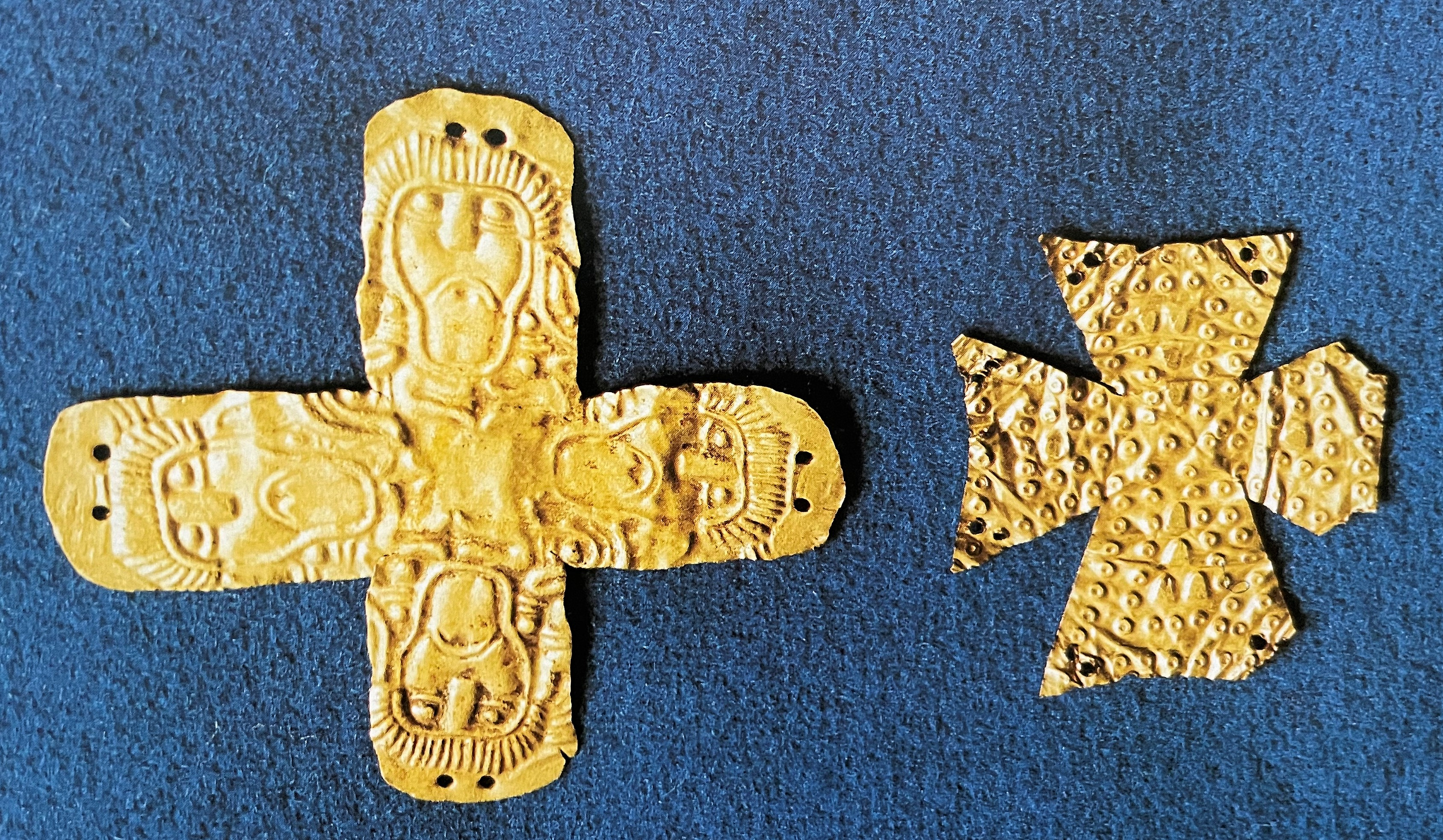
Crocette auree di età longobarda rinvenute nella periferia occidentale di Pavia.
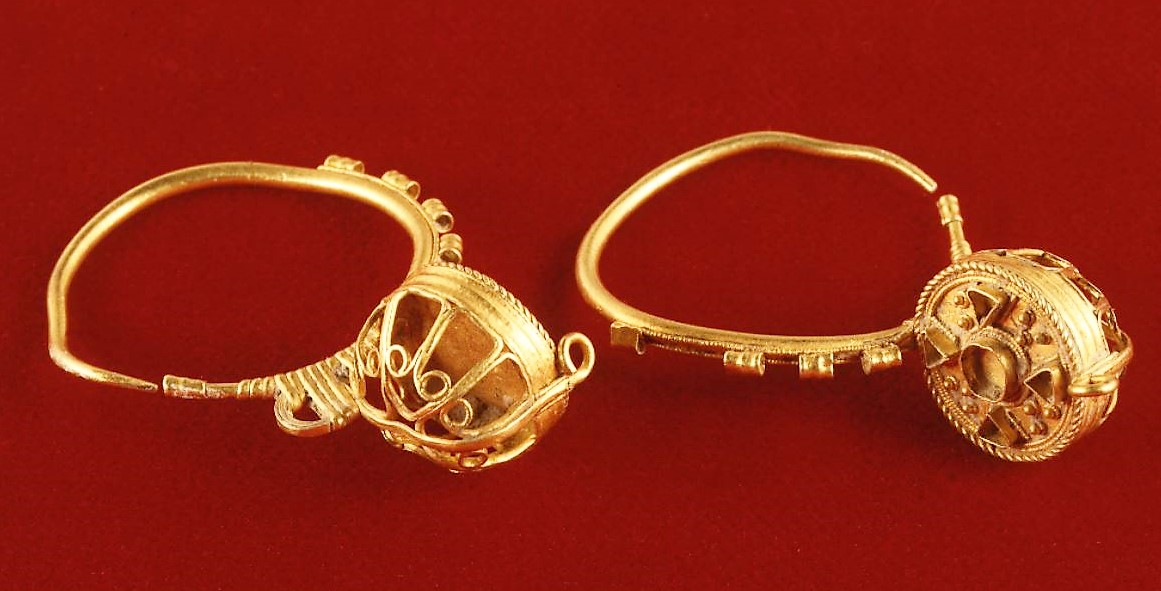
Orecchini di età longobarda rinevenuti in una sepoltura presso la Chiesa di sant'Eusebio.
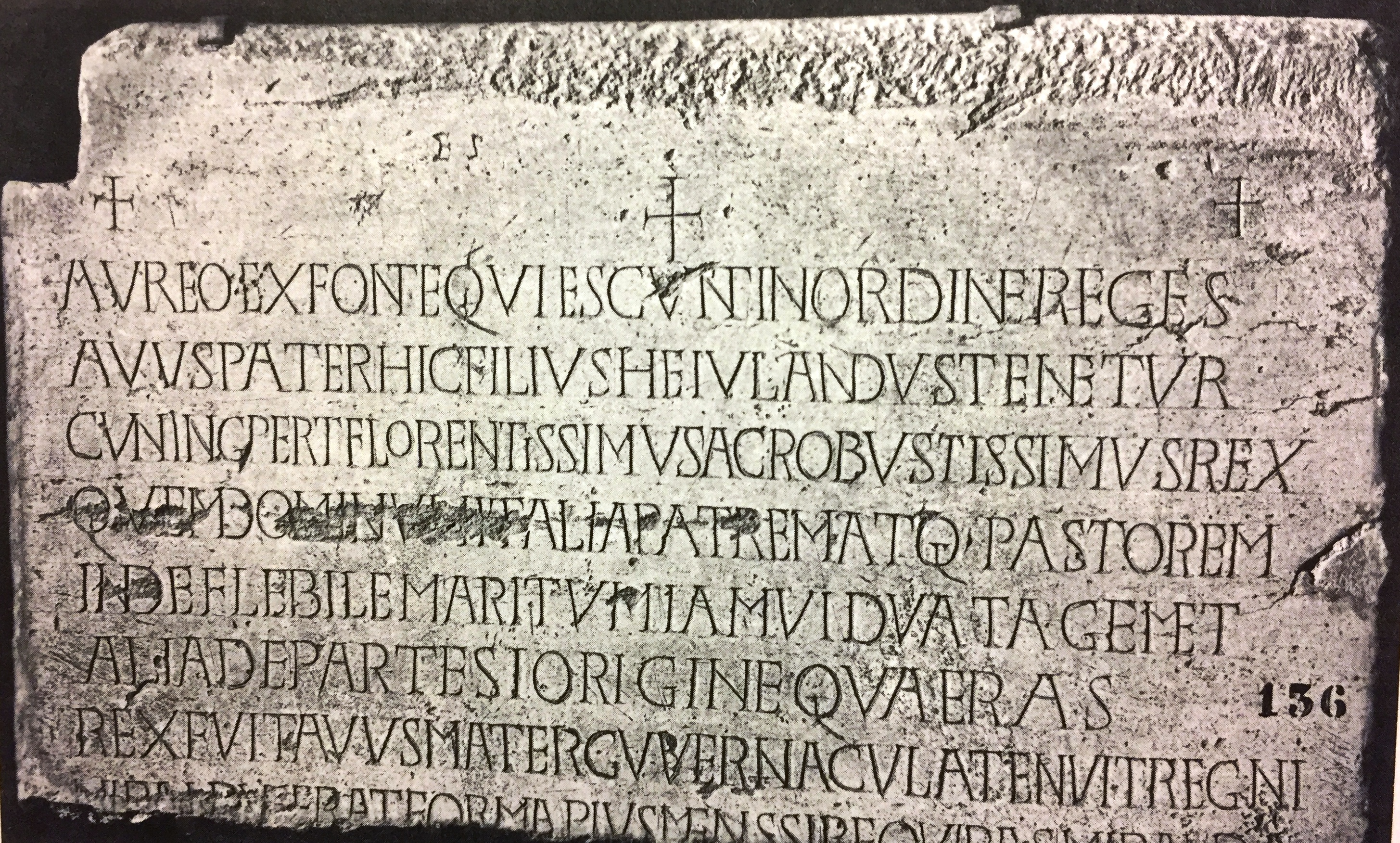
Epigrafe tombale di re Cuniperto, dalla basilica del Santissimo Salvatore.
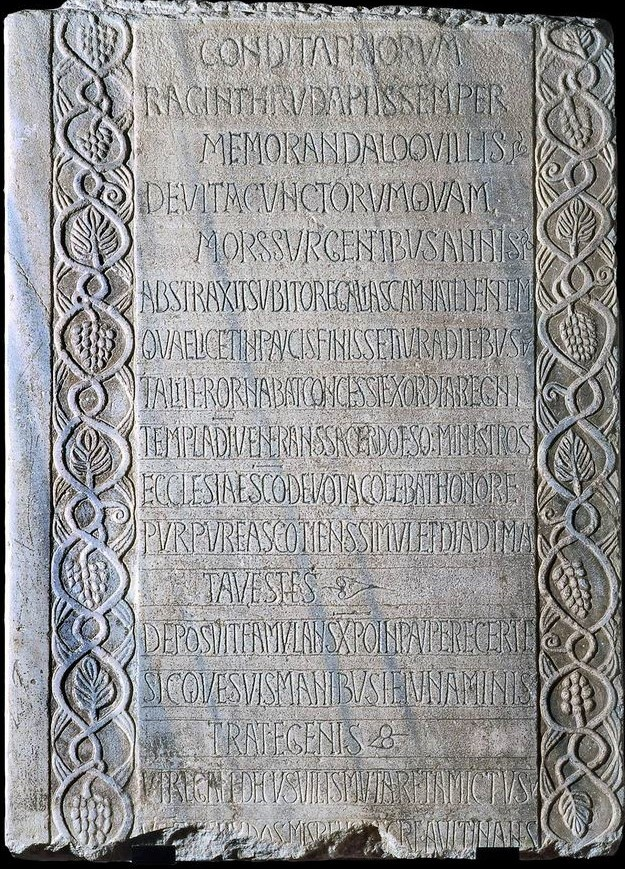
Epigrafe tombale delle regina longobarda Ragintruda, dalla chiesa di Santa Maria alle Pertiche.

### Sezione Romanica e Rinascimentale
L’evoluzione artistica e architettonica della città è rappresentata nelle sale che vanno dalla VII° alla XIV°, dove si conservano reperti scultorei e architettonici romanici, gotici e rinascimentali, in particolare la sezione romanica è probabilmente una della maggiori dell’Italia settentrionale. Molti di essi provengono da edifici distrutti nel corso dell’Ottocento, come quelli provenienti dalle chiese di Santa Maria del Popolo e di Santo Stefano (del XII secolo e demolite nel corso del XIX secolo per dare spazio al Duomo). In particolare sono esposti i monumentali portali delle due chiese (sala VIII° e X°), numerosi capitelli e una porzione di muro con mattoni invetriati bianchi, verdi e blu da Santa Maria del Popolo, tra i più antichi esempi italiani (ed europei) di maiolicatura. Sempre da santa Maria del Popolo provengono anche alcuni capitelli (XI e XII secolo) che riprendono le decorazioni e la forma dei capitelli corinzi di età classica e un capitello rappresentatae sette figure che trattengono il personaggio al centro, mentre gli ultimi della serie portano rispettivamente una croce e un coltello.
Sempre nella X° sala si conservano anche le più importanti sculture del romanico: quelle provenienti dalla chiesa di San Giovanni in Borgo (anch’essa demolita nell’Ottocento per allargare il giardino del Collegio Borromeo), tra i quali ricordiamo un capitello con draghi e telamone e un capitello con draghi addentati da maschere, opera del cosiddetto Maestro dei Draghi, tutti data ai primi decenni del XII secolo. Dell'edilizia civile di età medievale sono testimonianza le due iscrizioni che rivestono un singolare interesse documentario. L'iscrizione già sulla porta San Vito, appartiene, dato i caratteri epigrafici, al primo Duecento e fu messa in opera probabilmente nell'atto di un riedificazione della porta.Il testo rispecchia la consapevolezza della città del proprio grande passato di capitale di regno e inviata chi entra in città a piegare le ginocchia e rendere omaggio a Pavia, seconda Roma, alla quale piegarono il capo i potenti per il suo valore guerriero e per il senno del suo buon governo.L'iscrizione a lato proviene dal broletto, fu posta nel 1198 e cita il nome dei consoli, elogiando la città come: rispettosa di Dio, del primo vescovo Siro e l'autorità dell'imperatore.
Di particolare interesse sono anche i numerosi bacini ceramici esposti, tutti prodotti importanti dall’oriente islamico e bizantino, che adornavano le facciate di chiese e edifici (molti campeggiano ancora sui prospetti della chiese romaniche pavesi, tanto che Pavia, dopo Pisa e Roma è la città italiana che ne conserva il numero maggiore). Si trattava di prodotti molto costosi e pregiati e venivano realizzati con tecniche allora sconosciute in occidente. Sempre di provenienza orientale sono anche altri reperti coevi, come un cofano in lamina sbalzata dell'XI secolo proveniente dalla chiesa di San Teodoro. Insieme ai reperti scultorei, sono conservati nell’XI° sala alcuni mosaici romanici (XII secolo) provenienti dalle chiese di Santa Maria del Popolo, di Sant'Invenzio e di Santa Maria delle Stuoie (la ruota dei mesi). I mosaici di Santa Maria del Popolo furono ritrovati in fasi successive nelle demolizioni del 1854 e del 1936. Il mosaico pavimentale della navata centrale adatta il tema di una grande ruota compresa entro un riquadro bordato da cornici a nastro, a spina di pesce e, lateralmente, a motivi geometrici. Nella fascia più ampia è raffigurata la lotta tra la Fede e la Discordia, come indicano le didascalie in latino che contrassegnano ancora il lupo e il corvo. Il mosaico della navata destra raffigura invece scene del martirio di Sant'Eustacchio e si segnala anche per la rarità iconografica (la passione del santo si trova raffigurata in capitelli della chiesa di Vezelay in Borgogna, nel chiostro di Monreale, ma questo di Pavia risulterebbe l'unico esempio musivo).

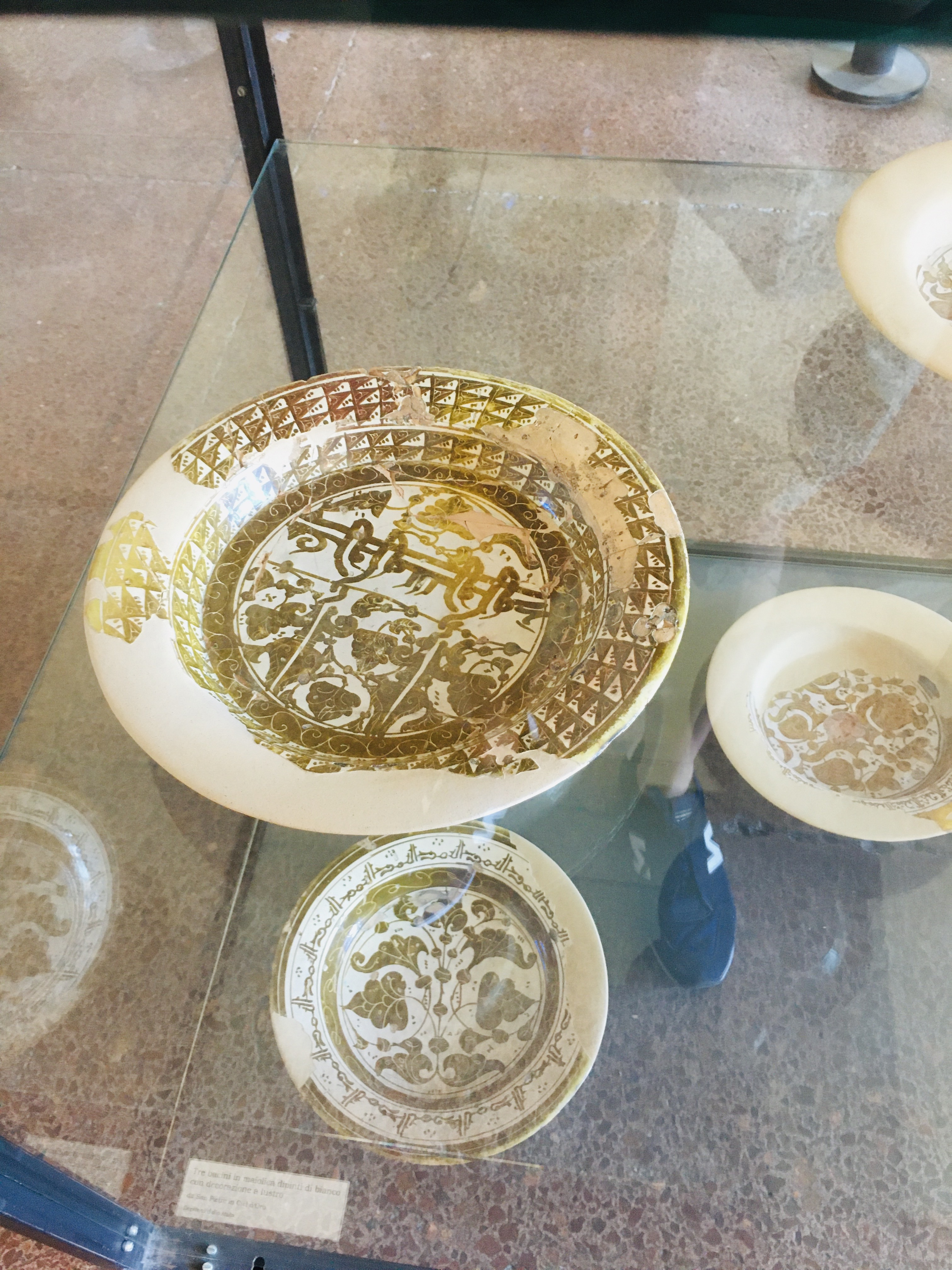
Bacini islamici (XI- XII secolo)
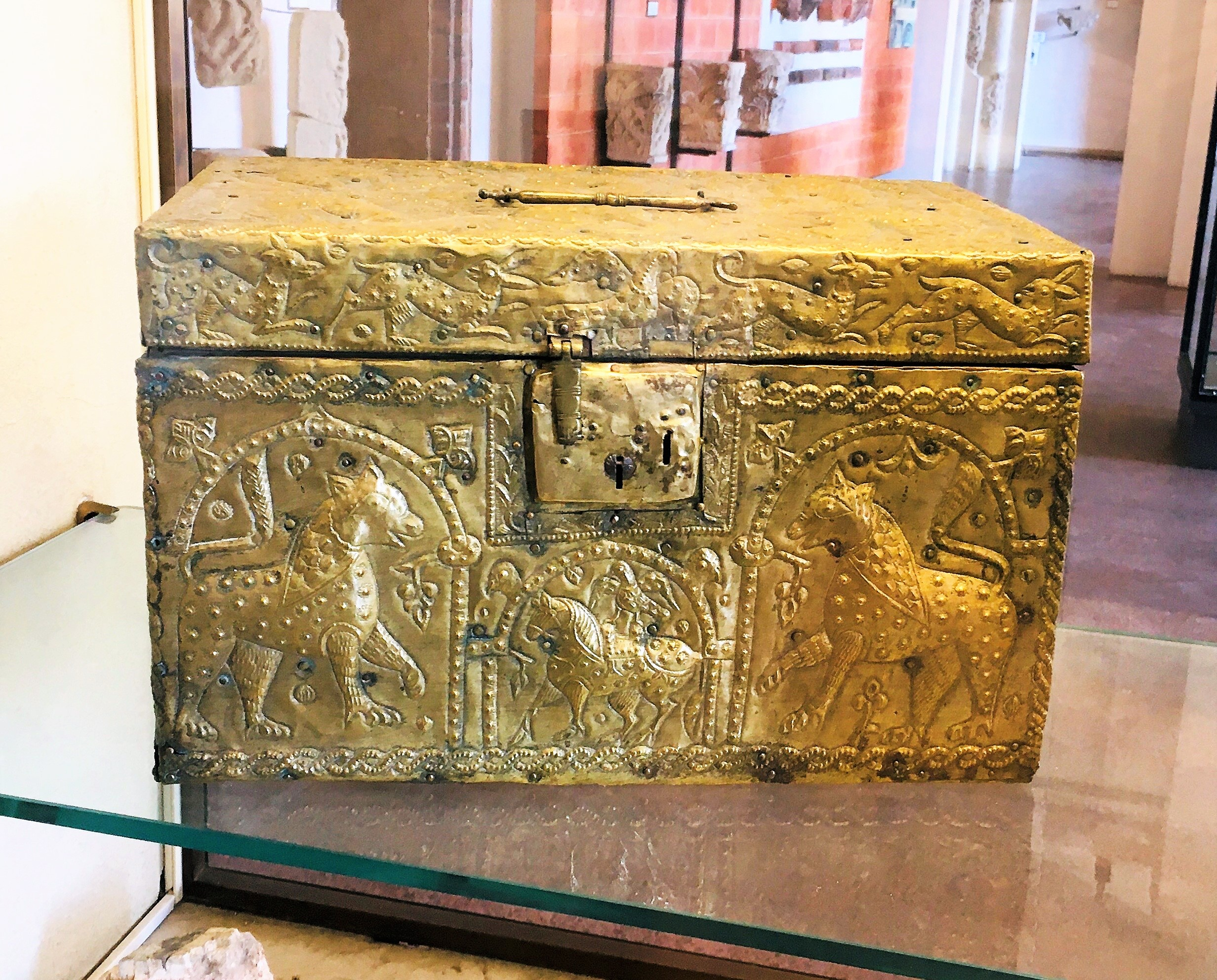
Cofano in lamina sbalzata, arte islamica (XI secolo, dalla chiesa di San Teodoro)
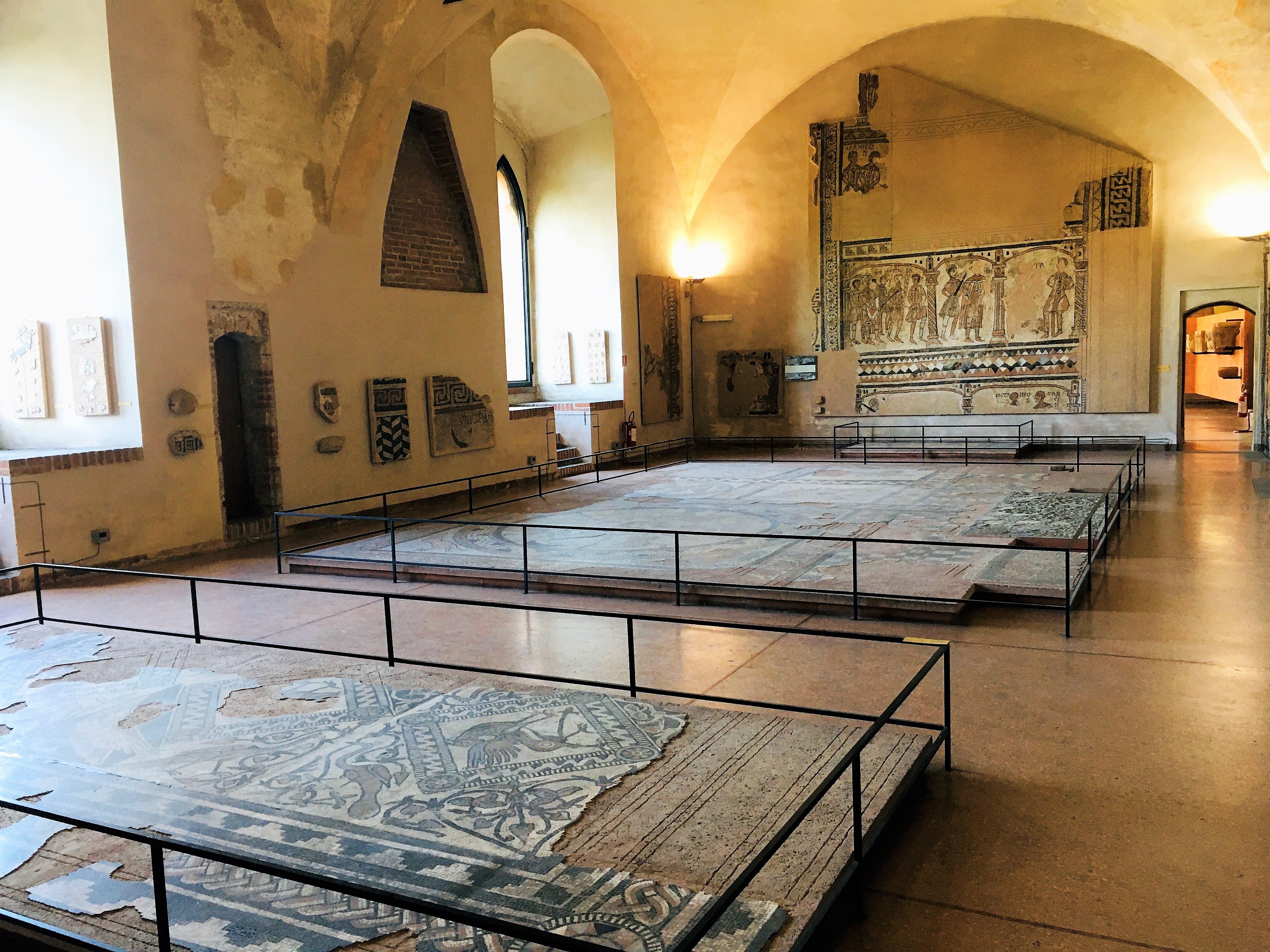
Sala dei Mosaici
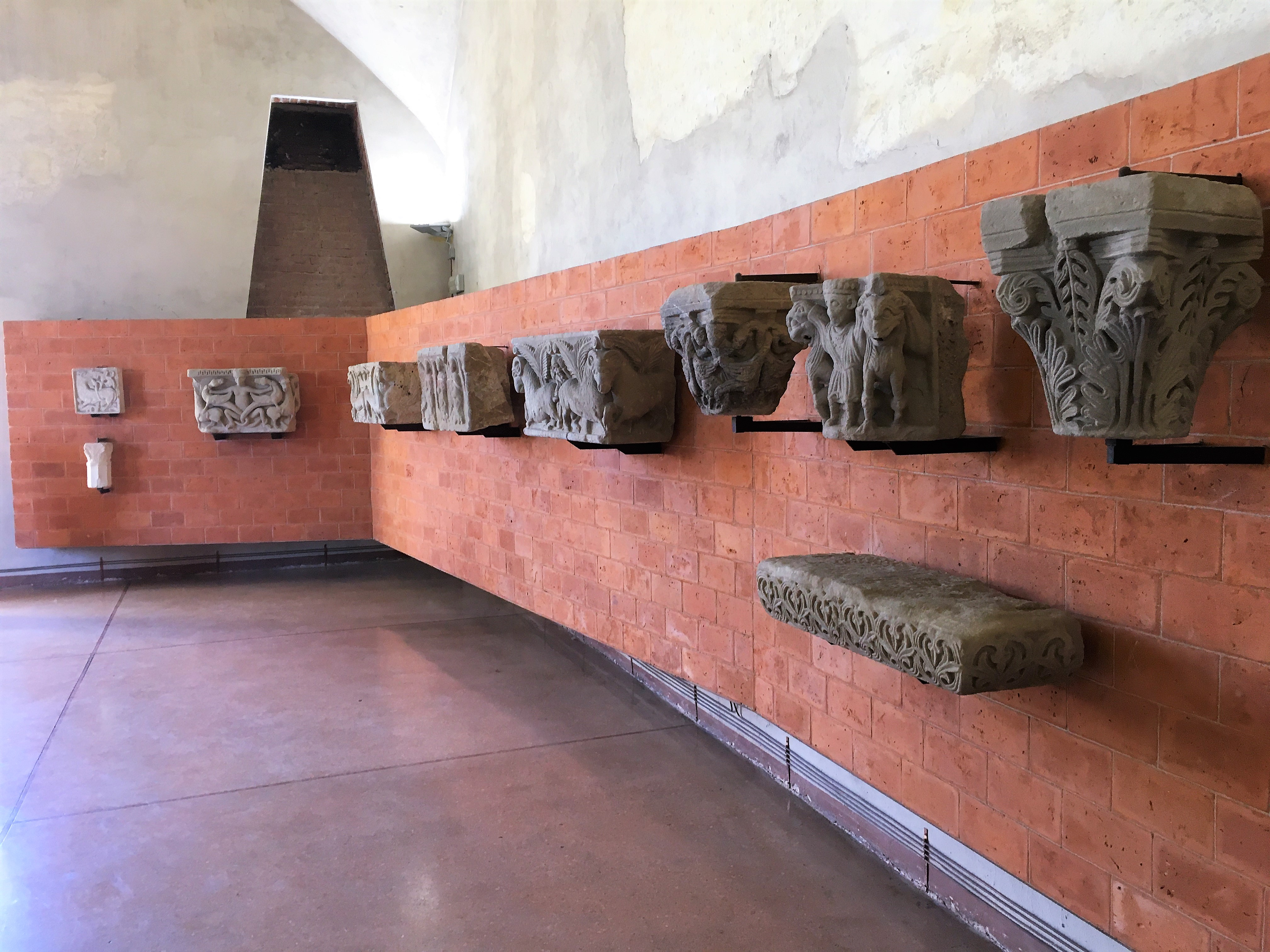
Capitelli romanici (XII secolo)
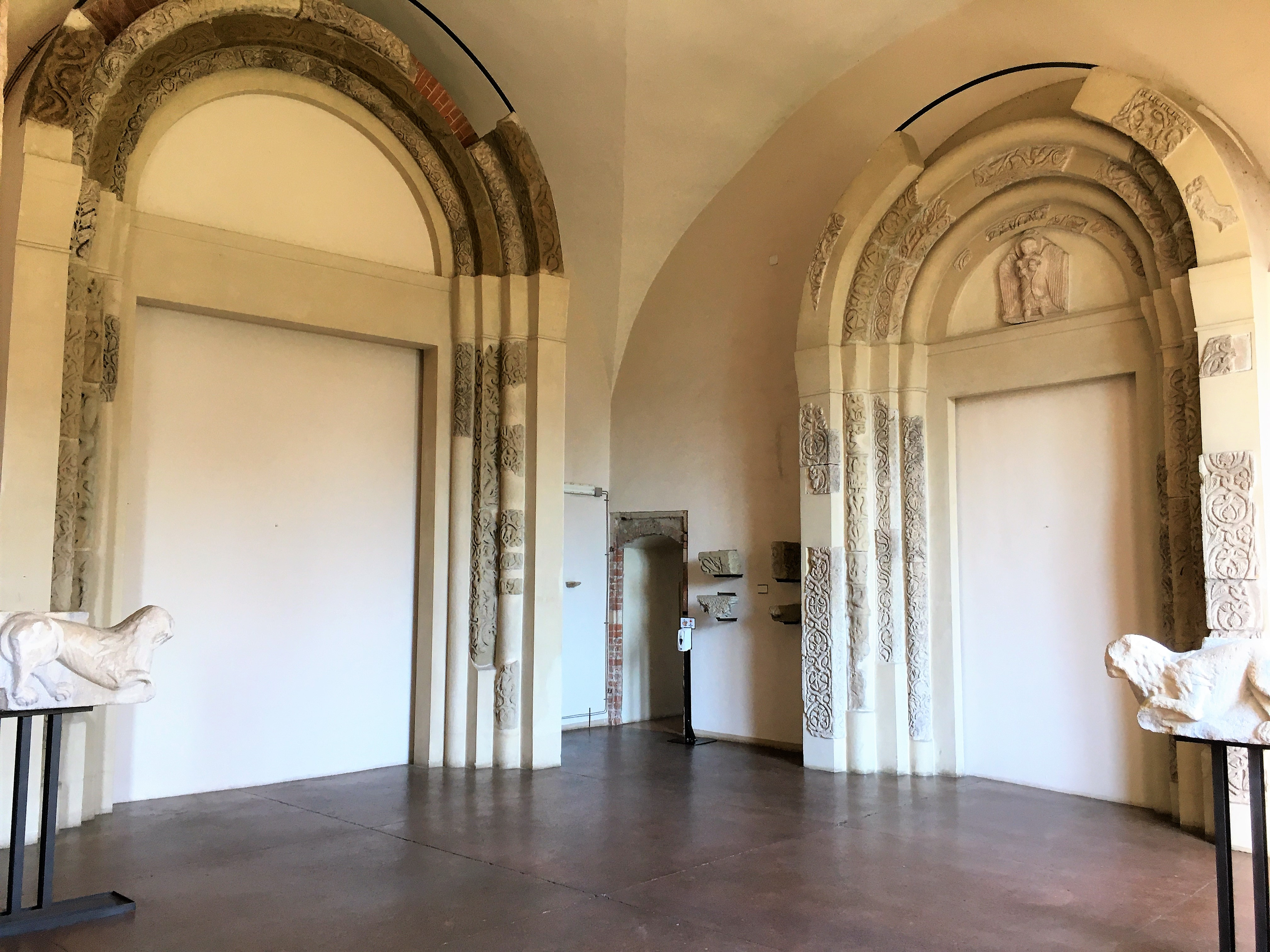
Portali romanici (XII secolo)
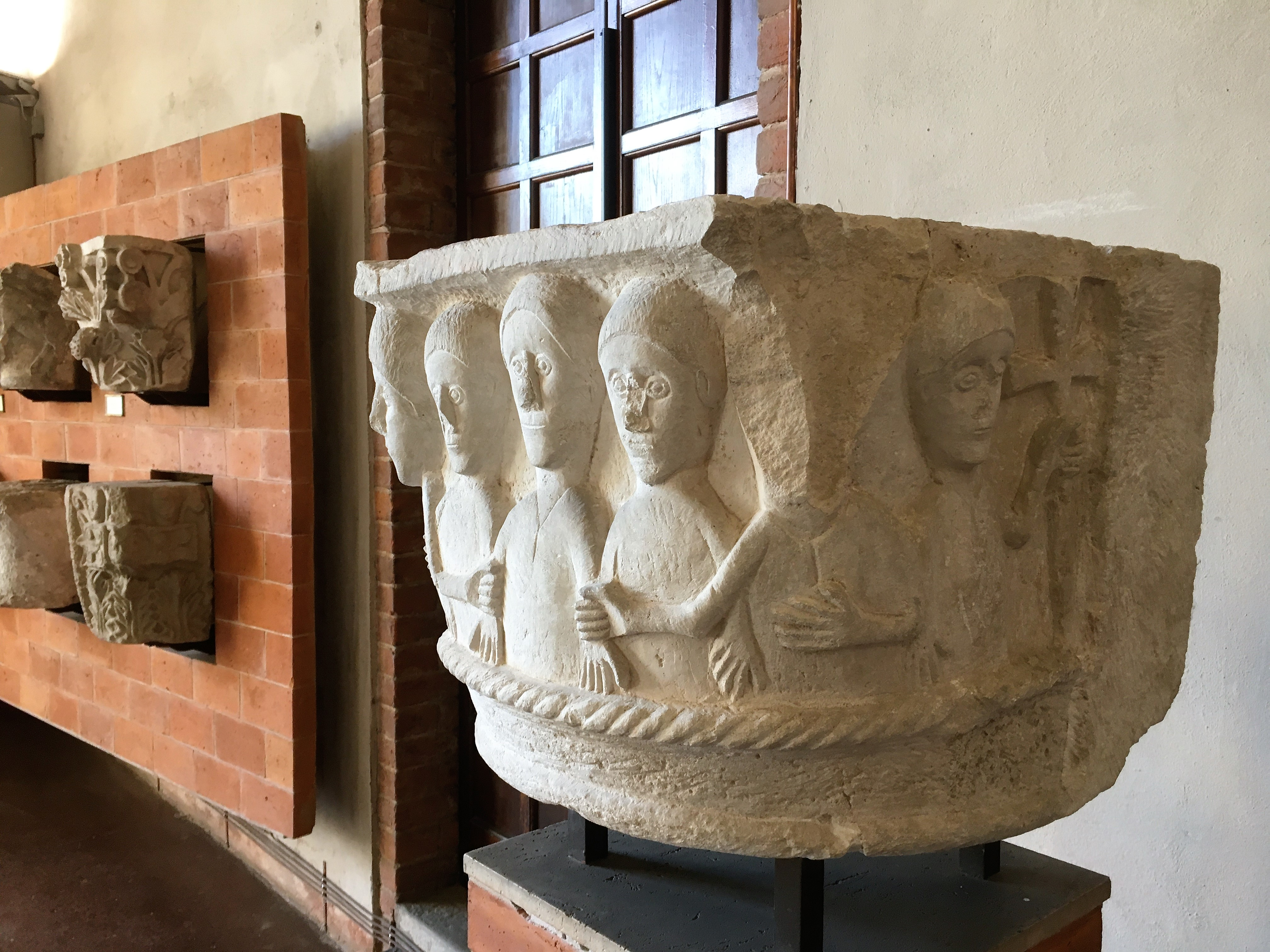
Capitello da Santa Maria del Popolo (XI secolo)
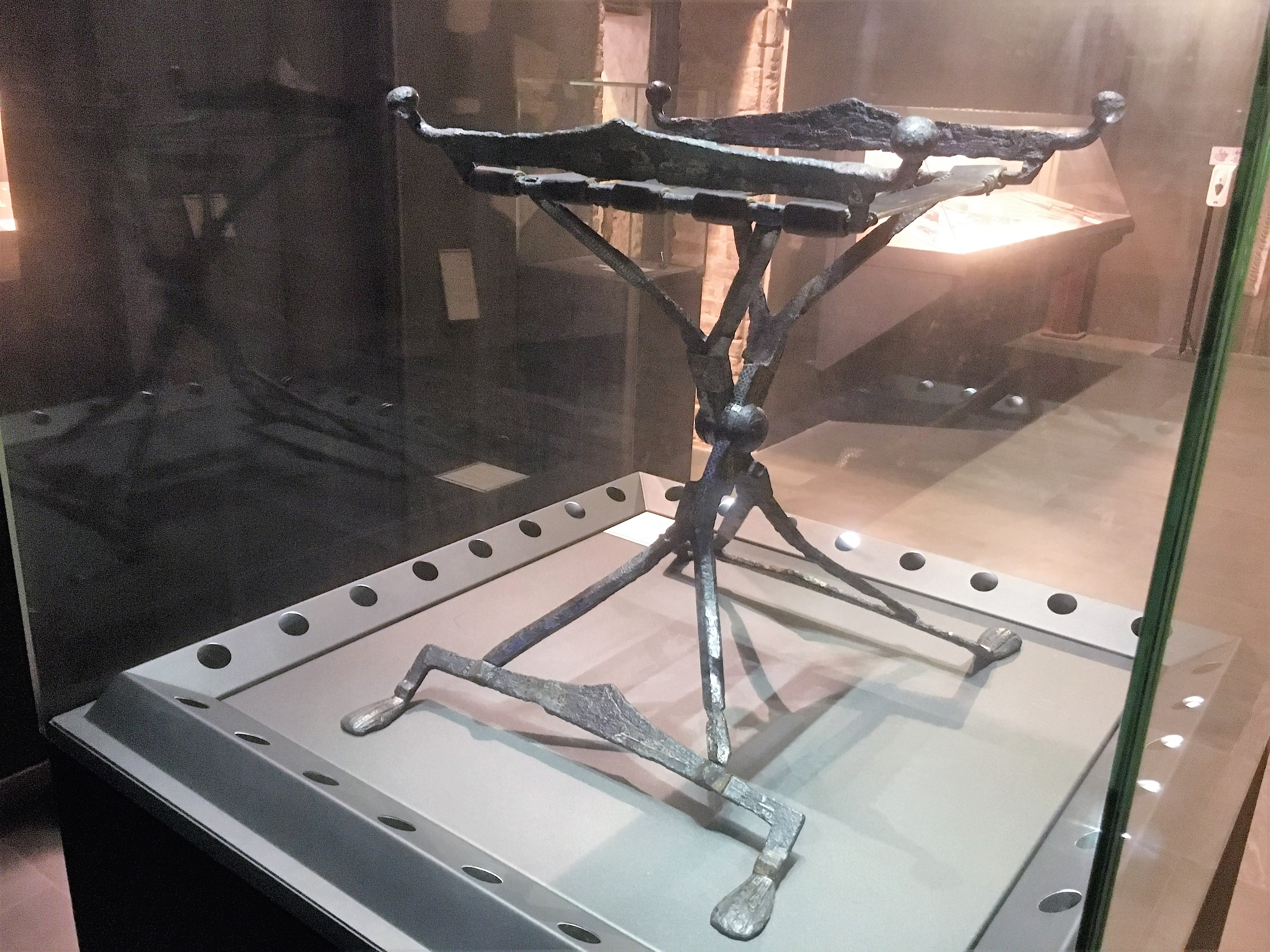
La Sella Plicatilis, IX-X secolo.
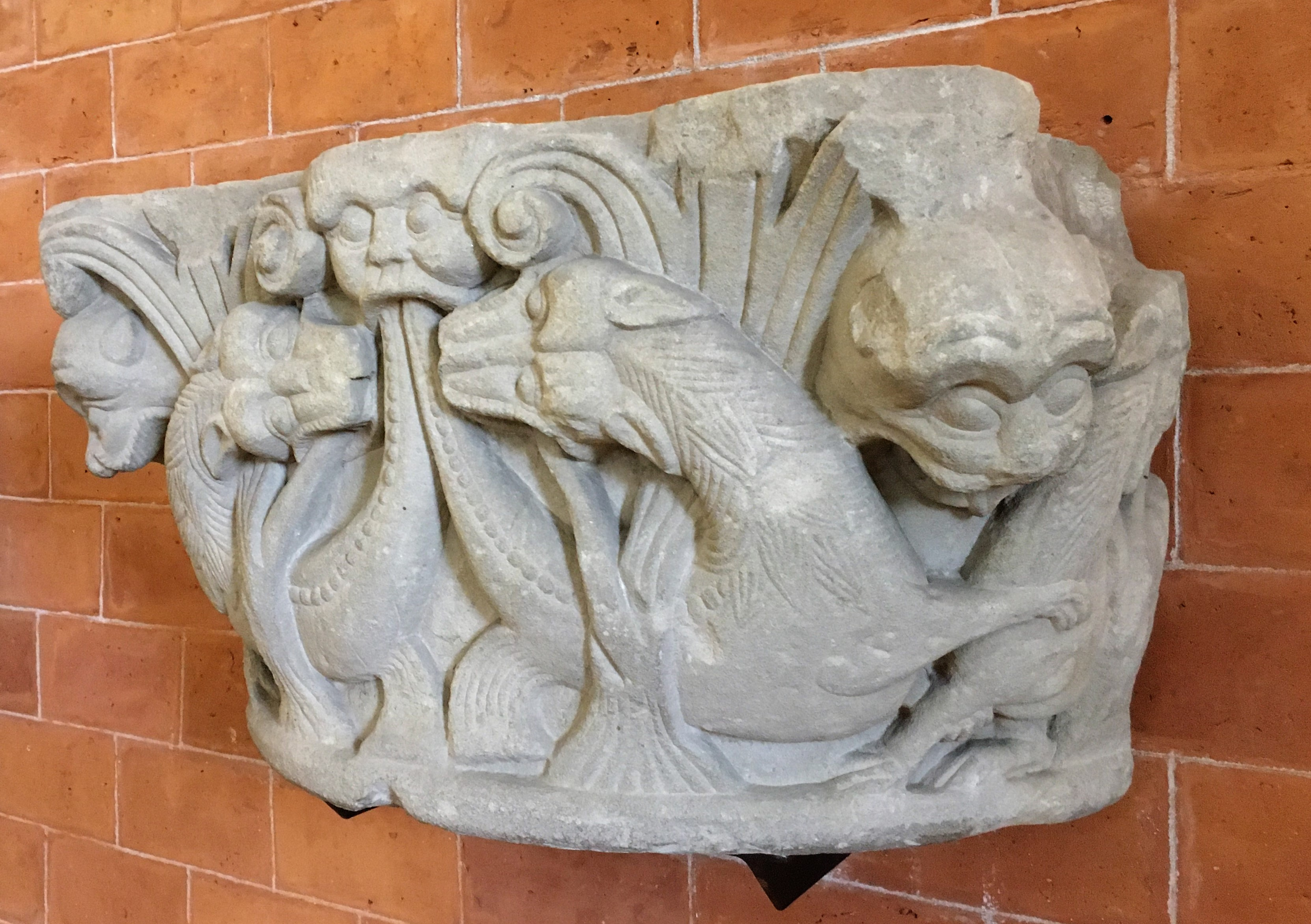
Capitello, prima metà del XII secolo, dalla chiesa di San Giovanni in Borgo.

Particolare interesse ha una serie omogena di capitelli in marmo rosso di Verona decorato con a fogliami e testine, di fine fattura ed espressione di scultura tardo gotica lombarda (fine XIV secolo). Gli sventramenti e le demolizioni perpetuate sul tessuto ediflizio urbano hanno rassegnato al museo un numero impressionante di terrecotte architettoniche.Sono quindi i singoli pezzidi per sé indicativi della loro pertinenza a cornici marcapiano, a finestre, a portali e, in base ai requisiti di stile, ad un rinnovamento che la città conobbe soprattutto in età viscontea e sforzesca, allorché accanto alla grande edilizia pubblica e dei palazzi nobiliari, anche i piccoli proprietari vennero aggiornando al nuovo gusto le proprie case. Al di là della possibile restituzione di qualche contesto la stessa qualità è un dato significativo di una produzione paleoindustriale che l'esistenza documentata di fornaci, a partire dalla prima metà del Trecento, può assegnare a Pavia. Sempre al medesimo periodo risalgono la lastra tomabale di Ardengo Folperti (maestro delle entrate di Filippo Maria Visconti e morto nel 1430), attribuita a Jacopino da Tradate e l'epigrafe funeraria dettata da Francesco Petrarca di Francesco da Brossano (Francesco da Brossano era il nipote di Francesco Petrarca, morì in tenera età a Pavia e venne sepolto nella chiesa di San Zeno). In particolare, la lastra del Folperti doveva costituire il coperchio del sarcofago di un monumento più complesso, mentre l'epigrafe di Francesco da Brossano si caratterizza per la raffinatezza dei caratteri gotici, elegantemente incisi e dorati, accompagna l'importanza del testo poetico, in distici elegiaci, dettato dello stesso Petrarca.

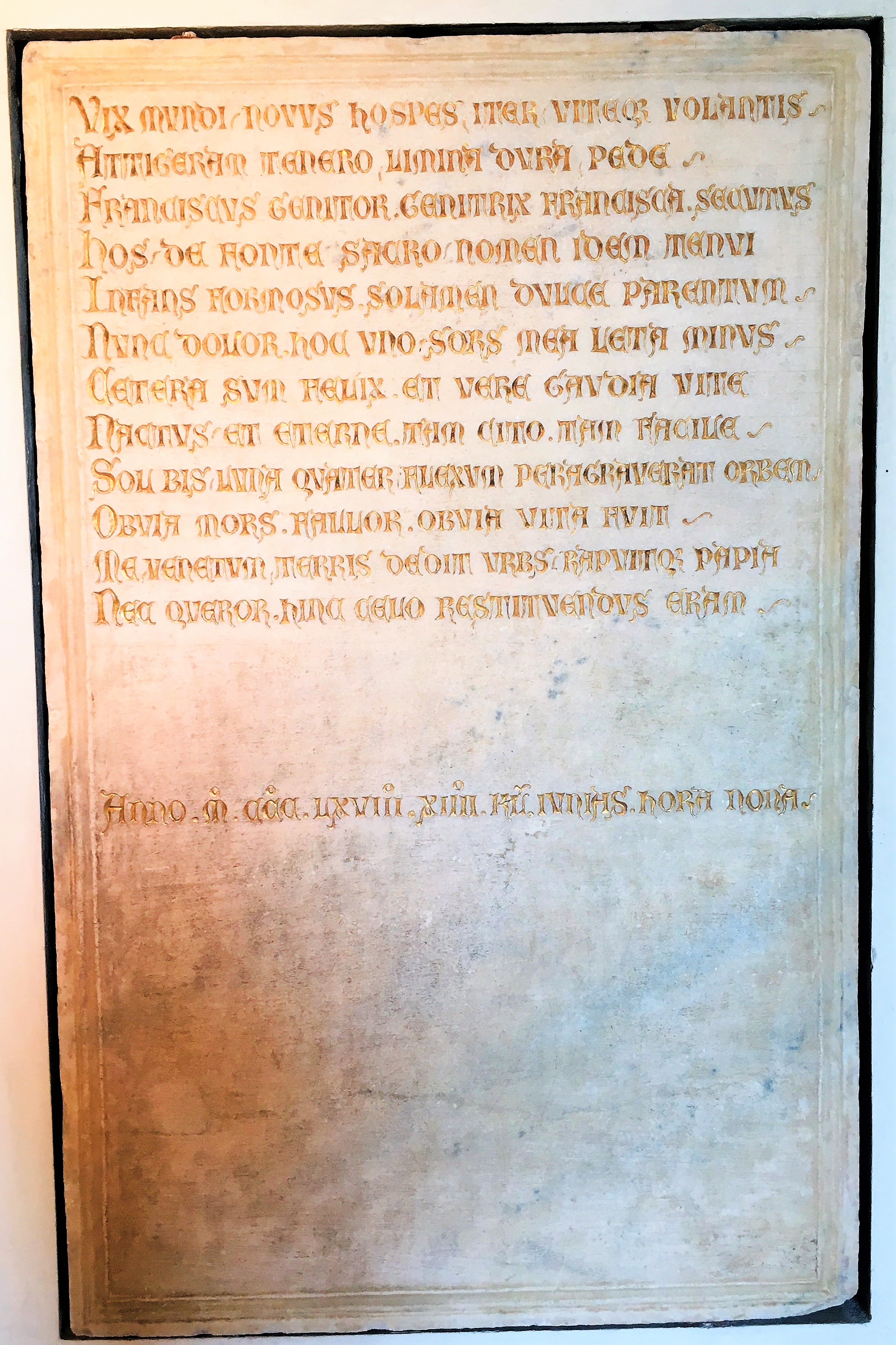
Epigrafe funerario di Francesco da Brossano dettata da Francesco Petrarca.
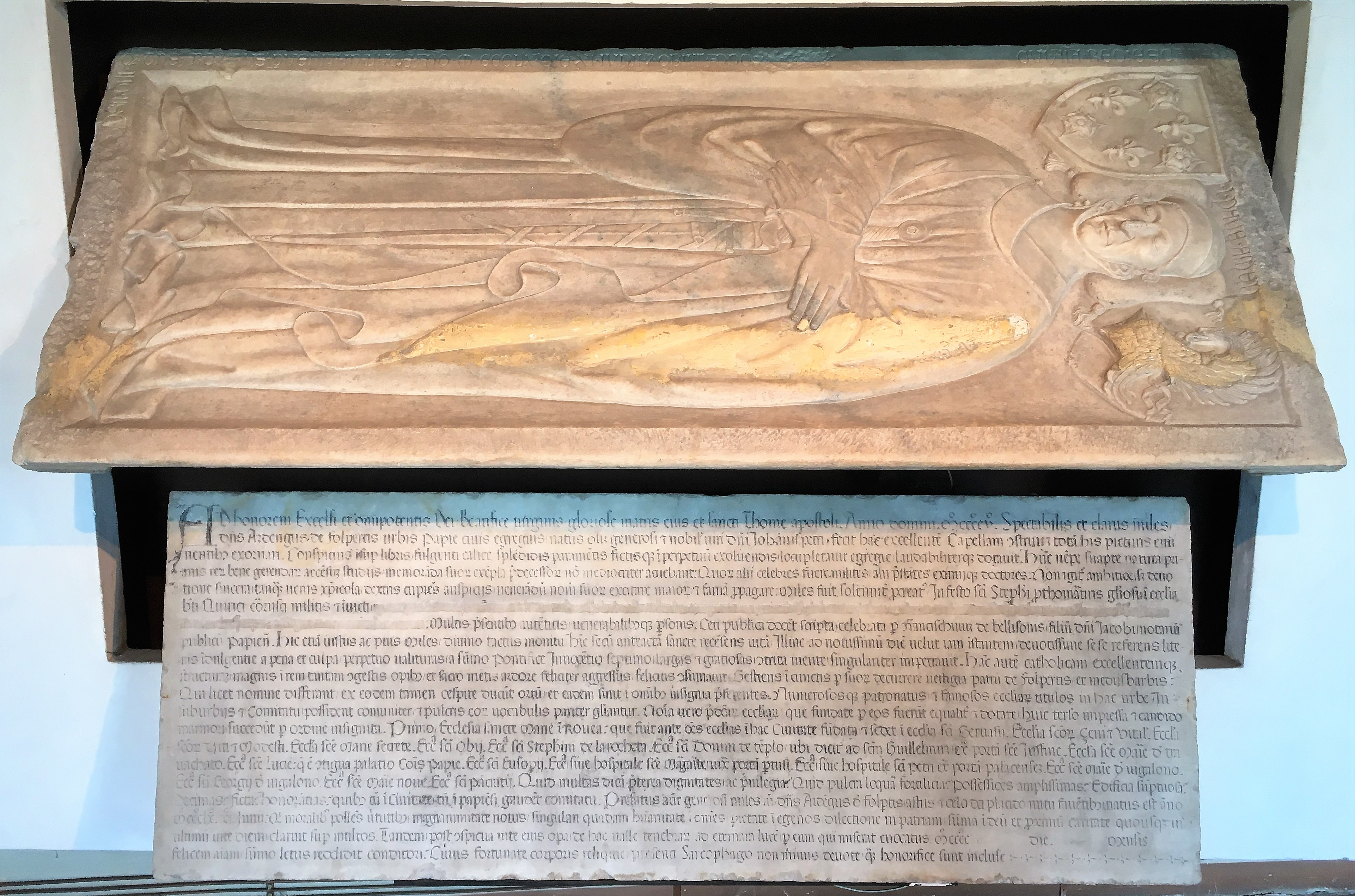
Jacopino da Tradate, lastra tombale di Ardengo Folperti.
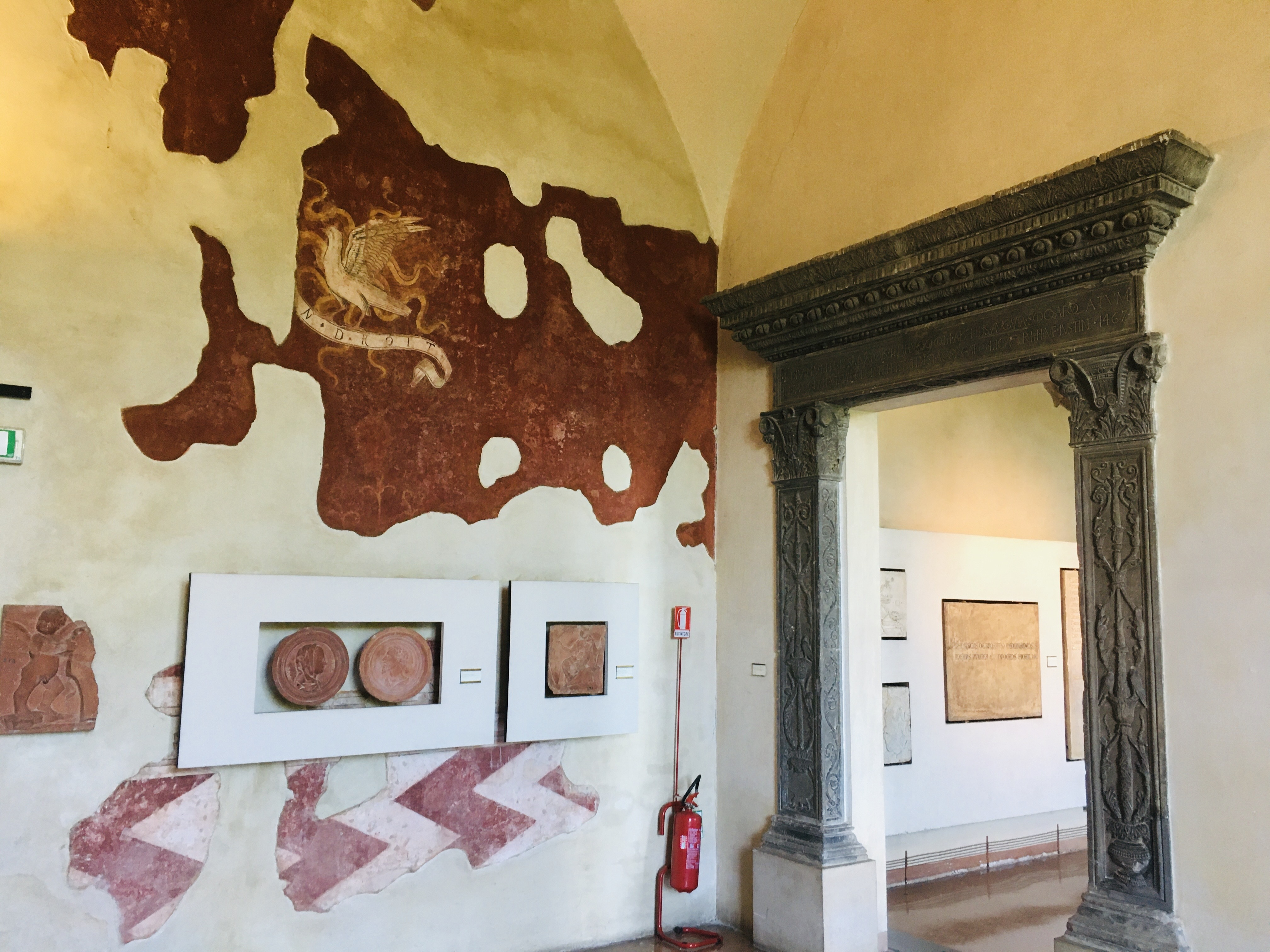
Un delle sale della sezione rinascimentale.
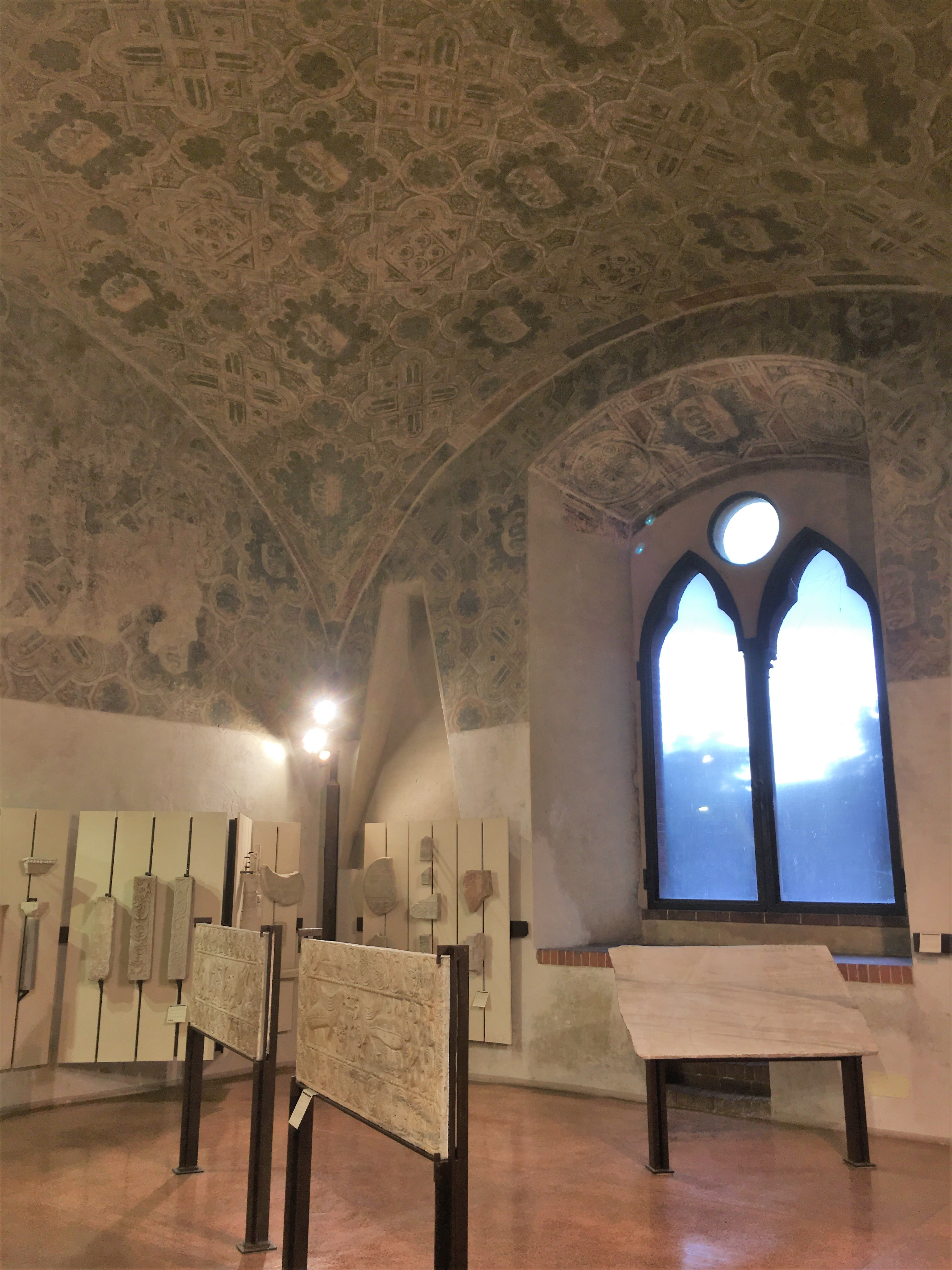
Una delle sale della sezione longobarda
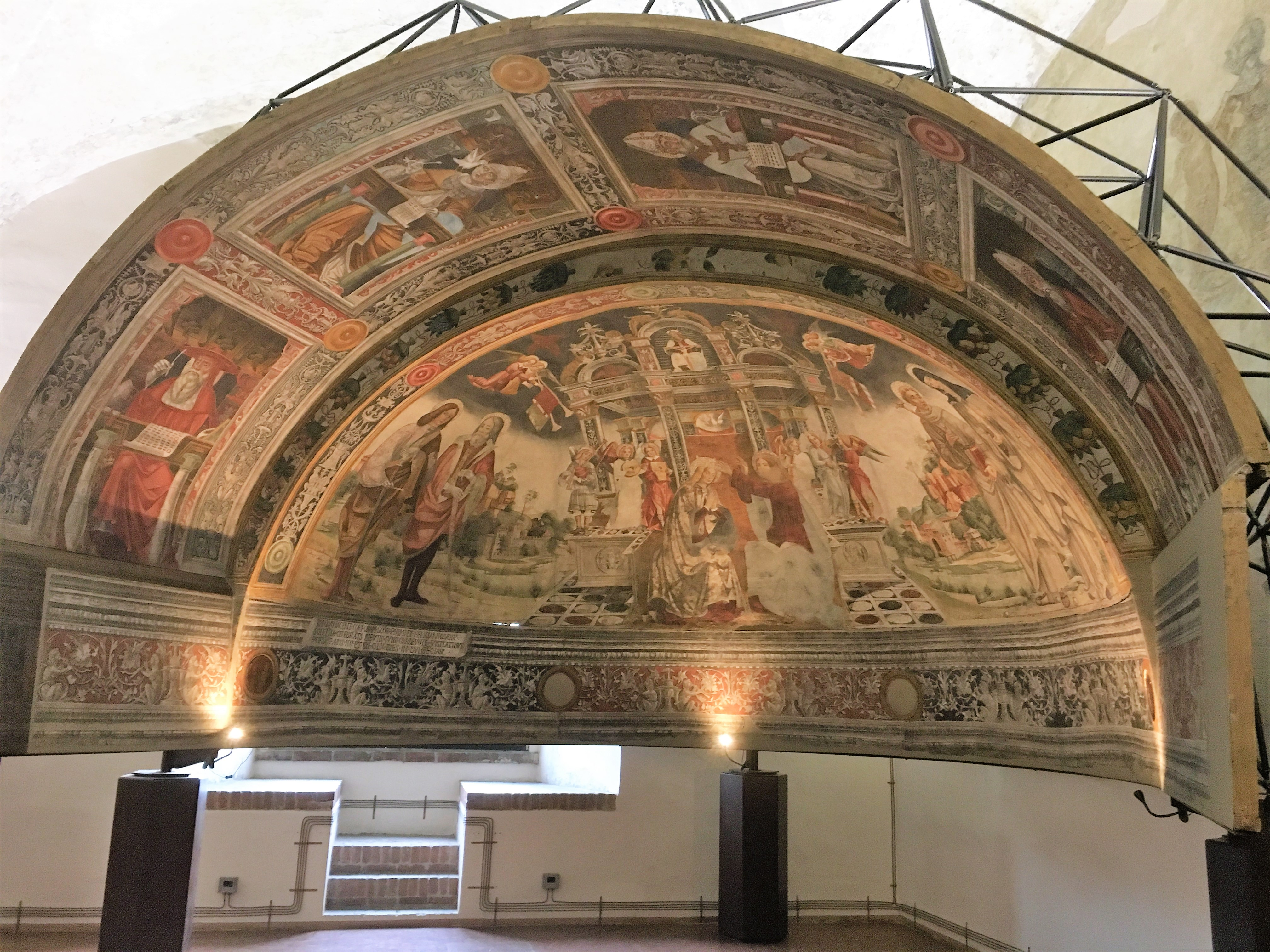
Affresco dall'abside di Sant'Agata al Monte, fine XV secolo-
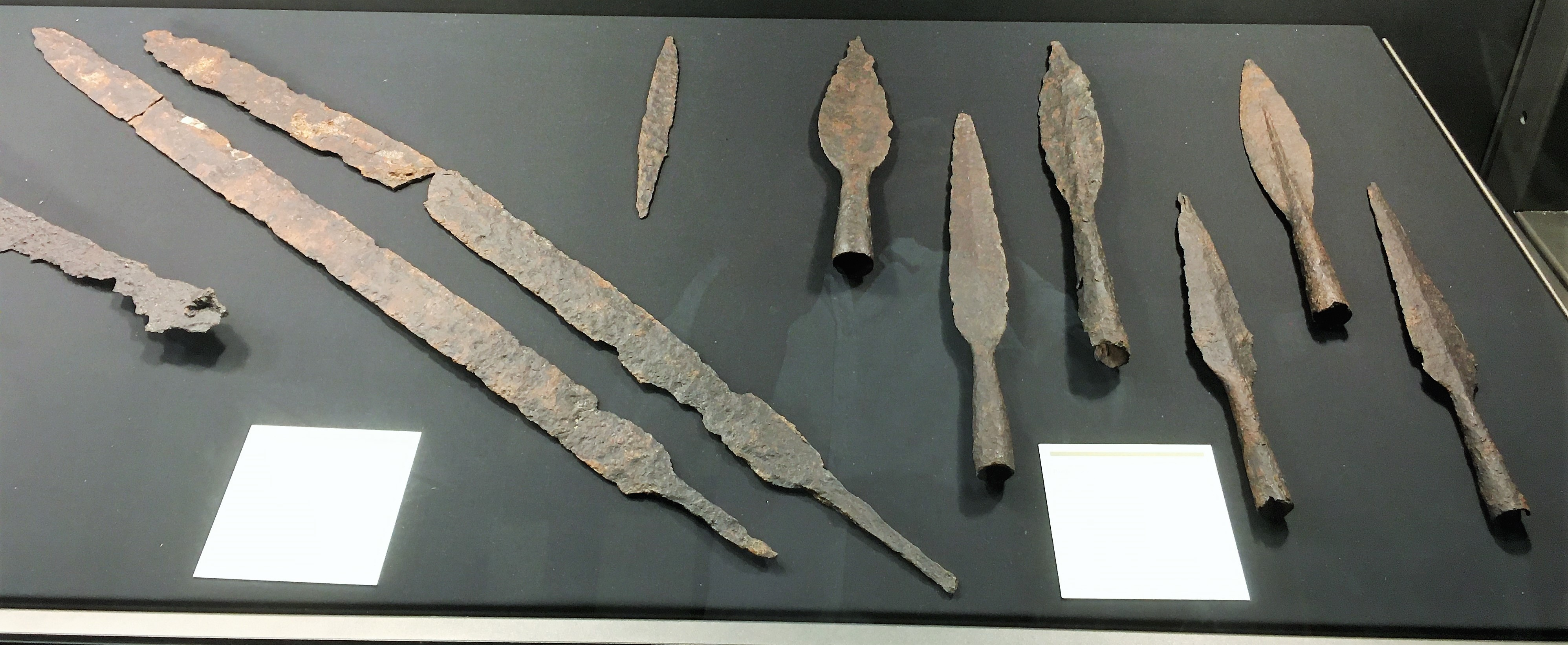
Armi, età longobarda, dal fiume Ticino
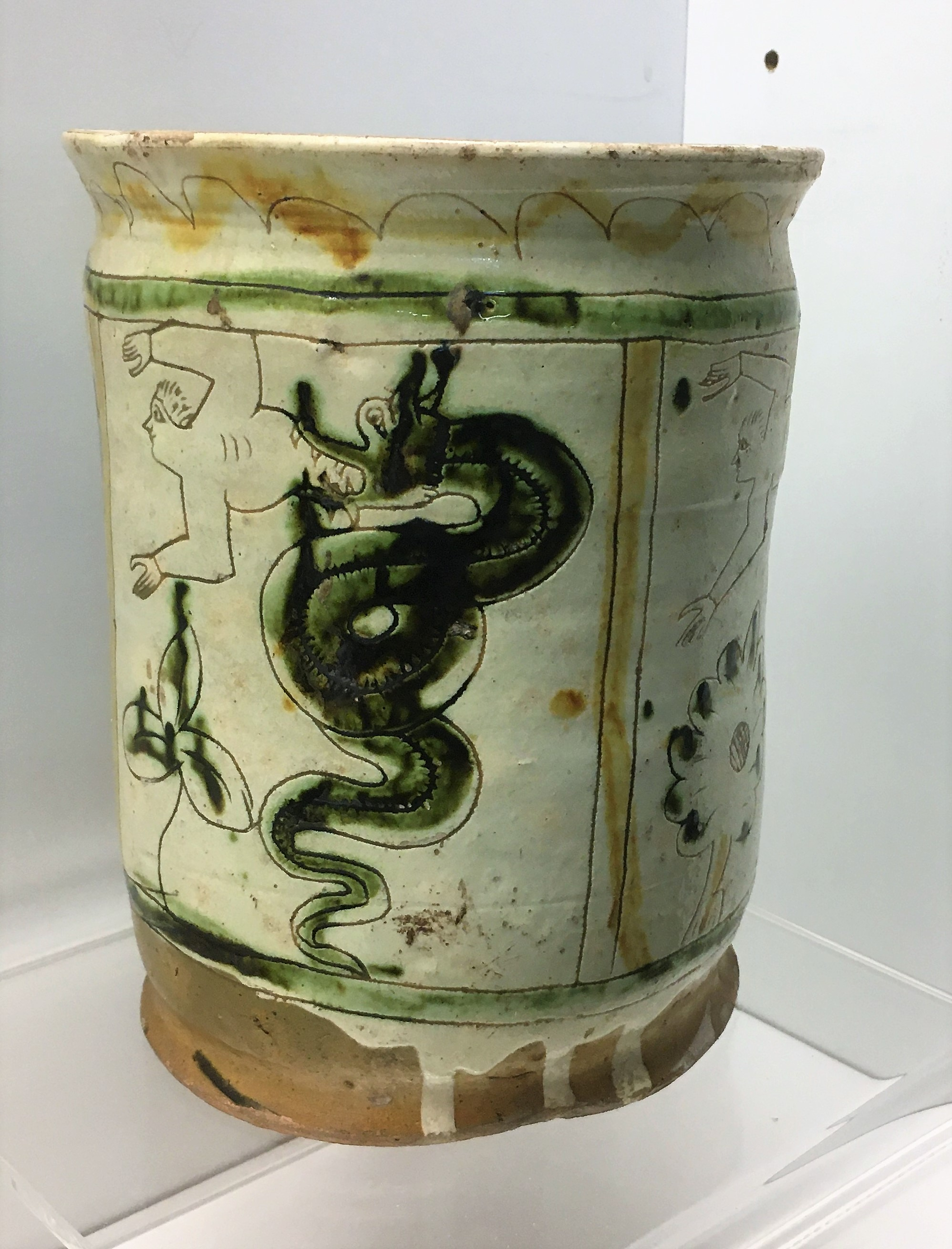
Manifattura lombarda del XV secolo, albarello rinvenuto all'interno della tomba di Gian Galeazzo Visconti, dalla Certosa di Pavia.
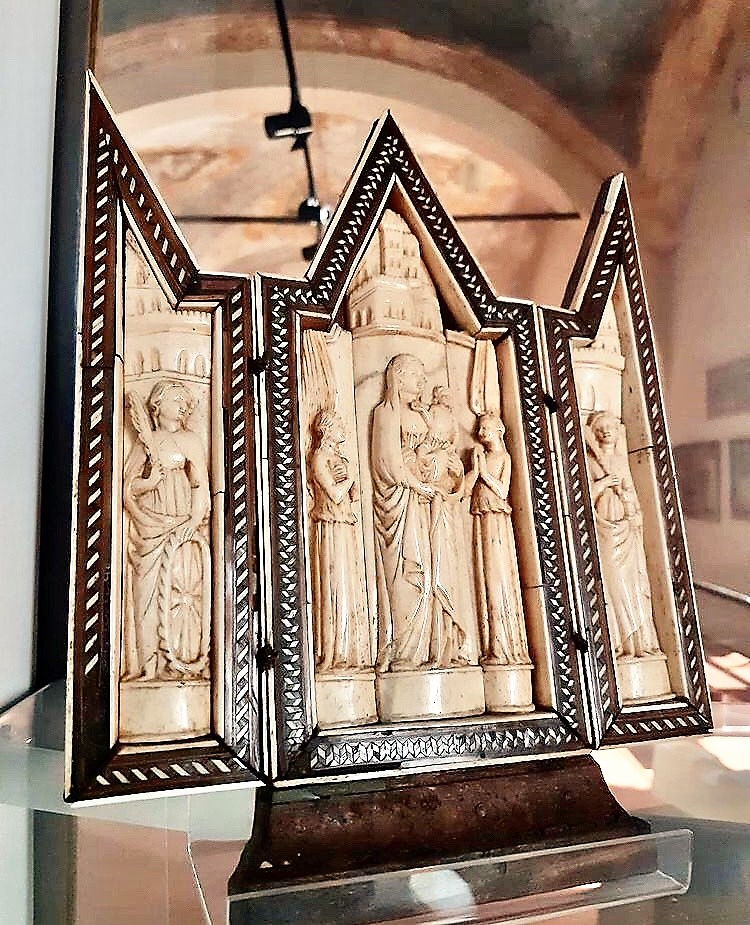
Bottega degli Embriachi, piccolo trittico in avorio, seconda metà del XIV secolo.

Ricca è anche la Sezione Rinascimentale che conserva opere d’arte provenienti dal cantiere della Certosa (in particolare molte sculture in terracotta)  e testimonianze scultoree attribuite alla scuola di Giovanni Antonio Amadeo e di Cristoforo e Antonio Mantegazza, attivi nella decorazione della facciata della Certosa: tra le quali la formella con l'Annunciazione dal monastero di San Salvatore, con evidenti influssi bramanteschi, e l’edicola con la Pietà, un tempo infissa nel muro esterno dell'Ospedale San Matteo o il busto di telamone attribuito ad Annibale Fontana.

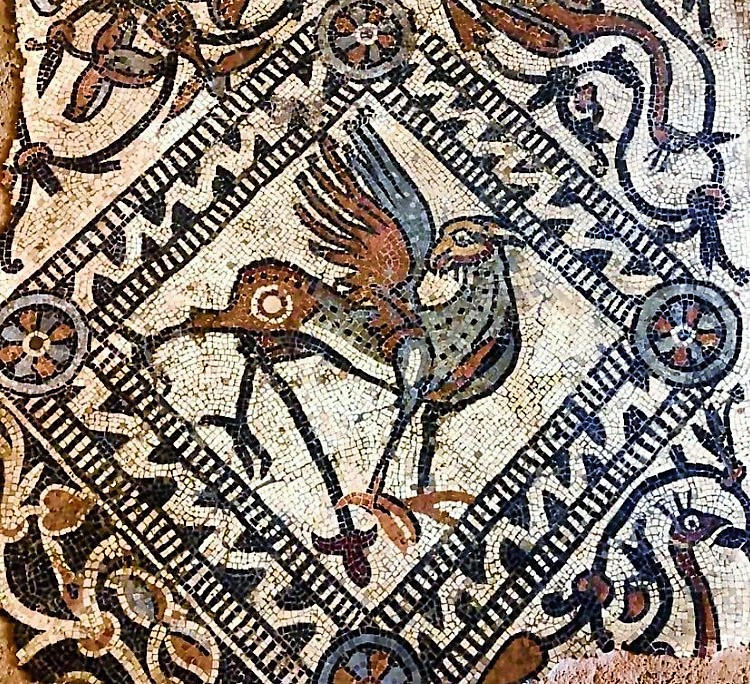
Mosaico XII secolo
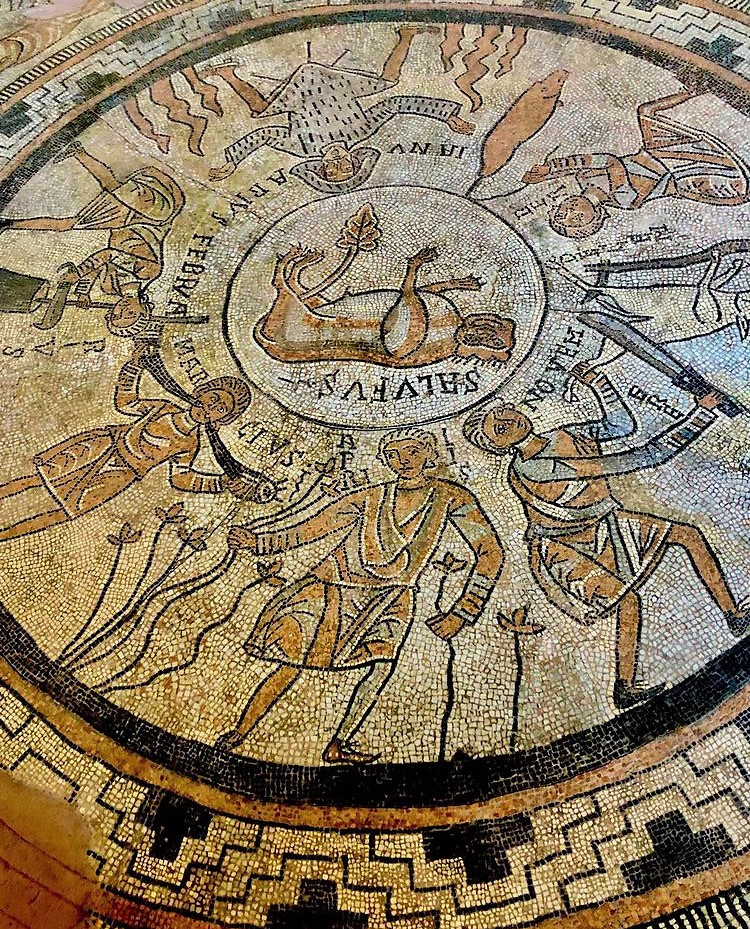
Ciclo dei mesi, da Santa Maria delle Stuoie, XII secolo
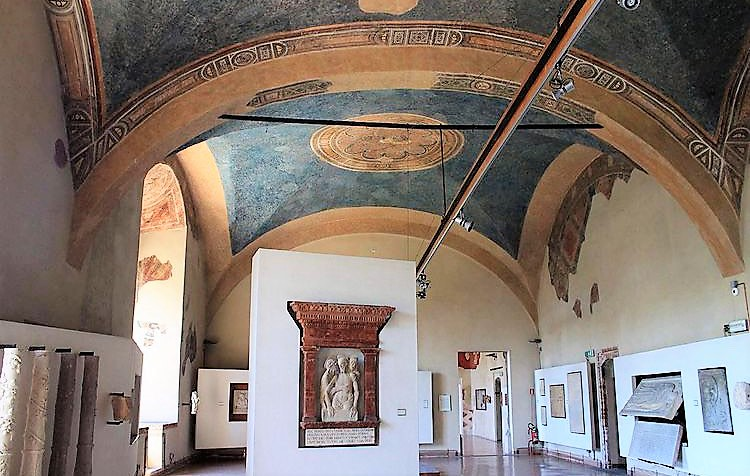
Un delle sale della sezione rinascimentale
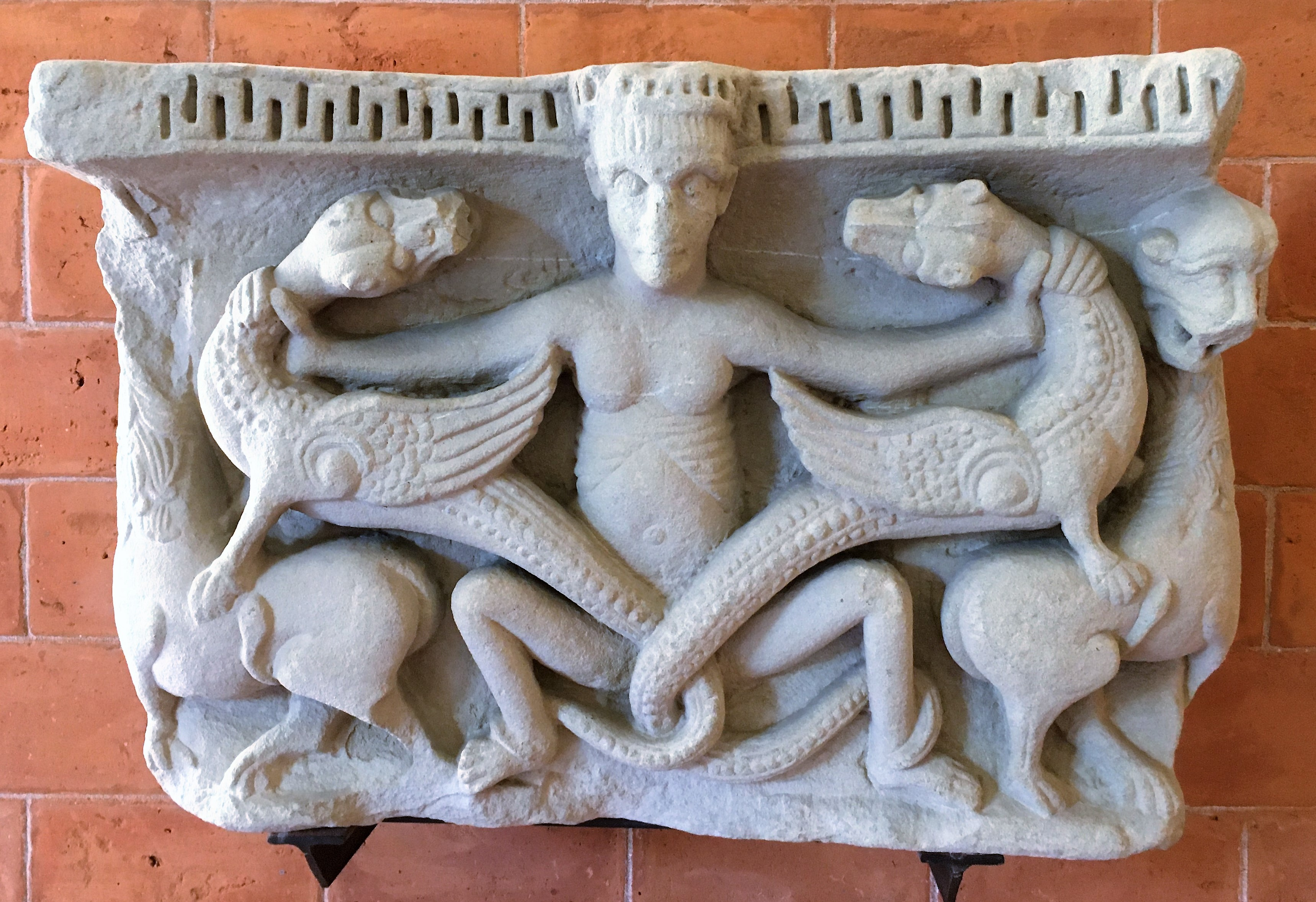
Maestro dei draghi, capitello, XII secolo
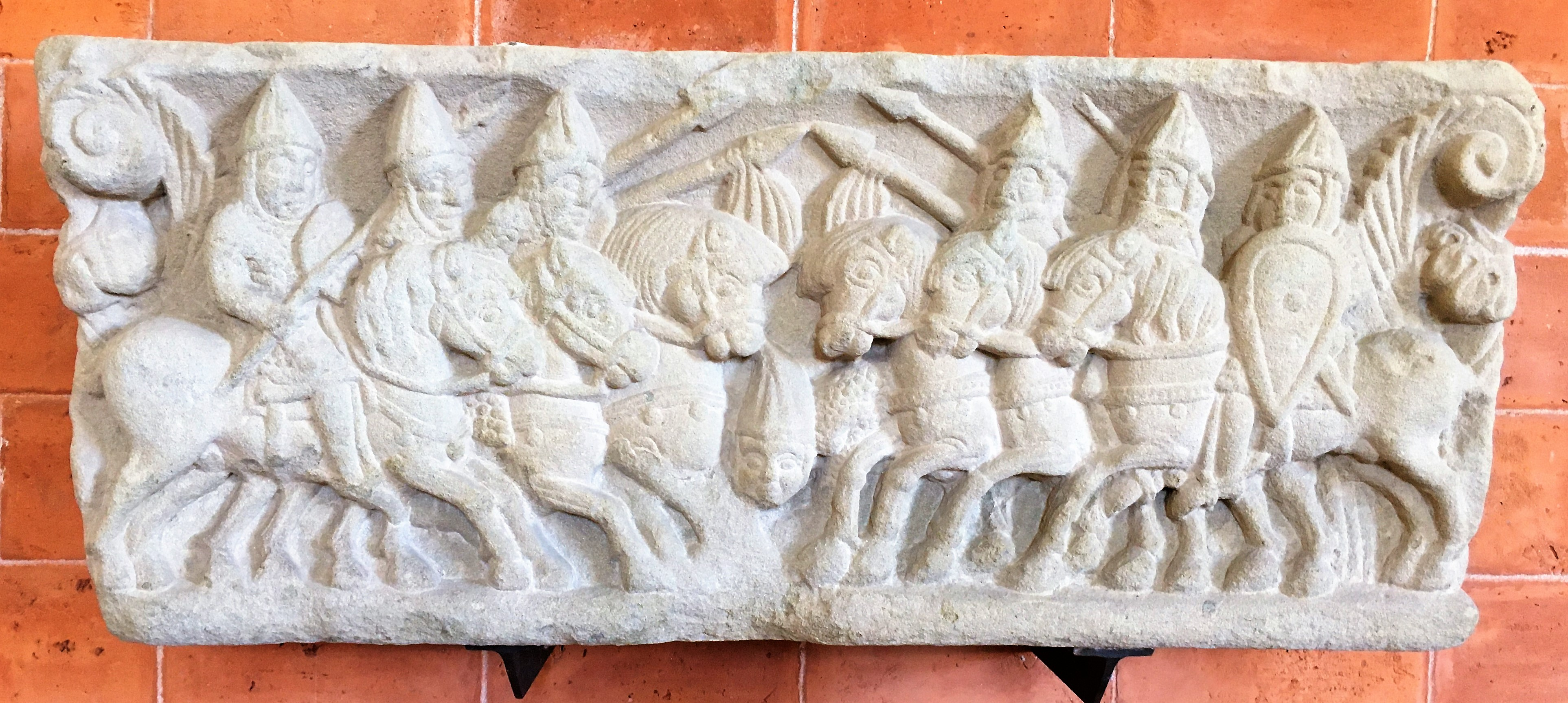
Capitello con cavalieri (XII secolo)
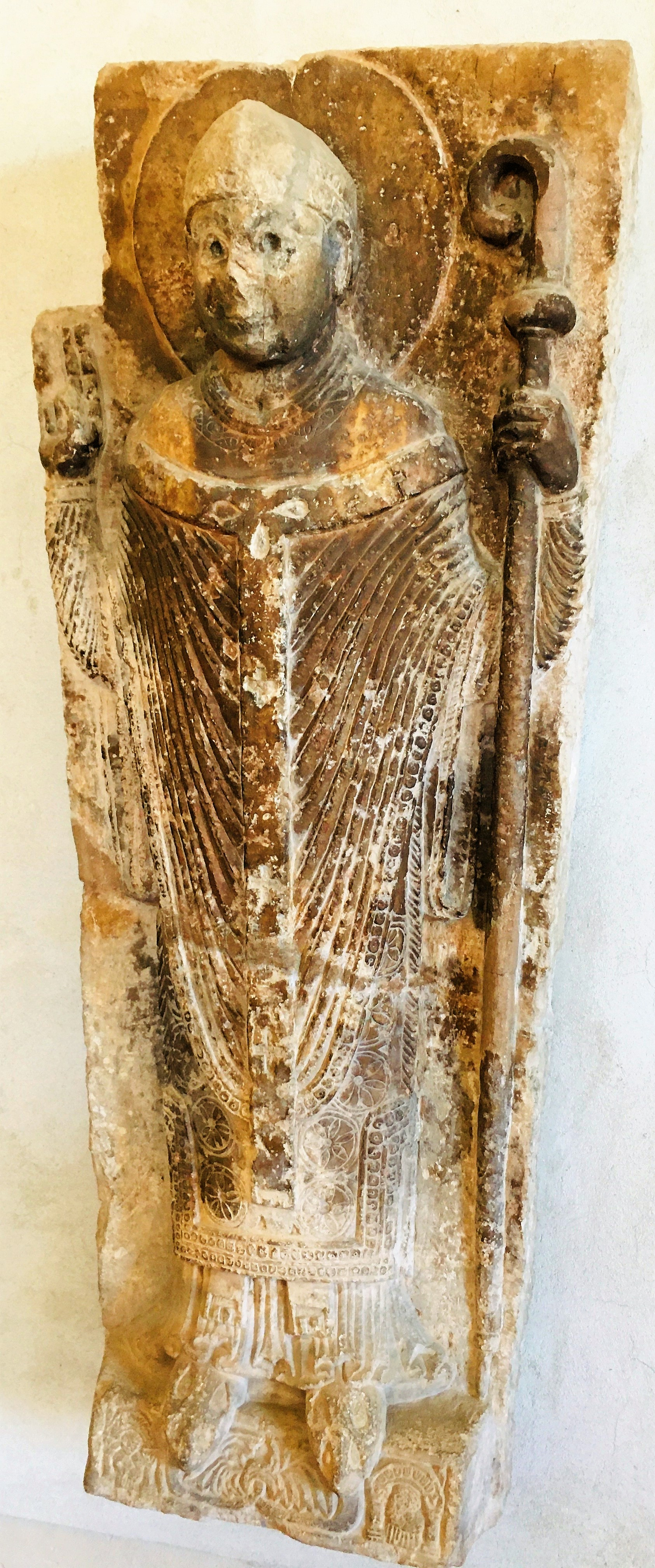
Santo vescovo, dalla chiesa di San Giovanni in Borgo (XII secolo)
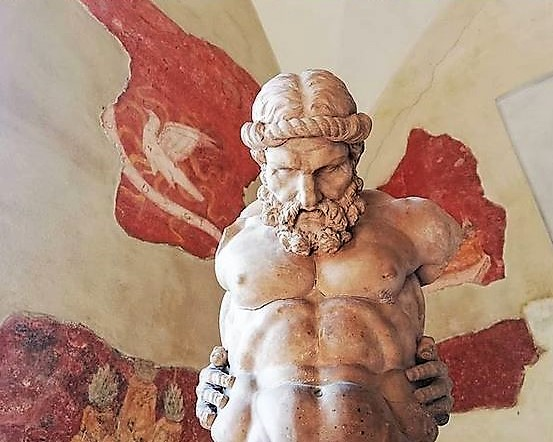
Annibale Fontana, telamone.

### La Pinacoteca Malaspina

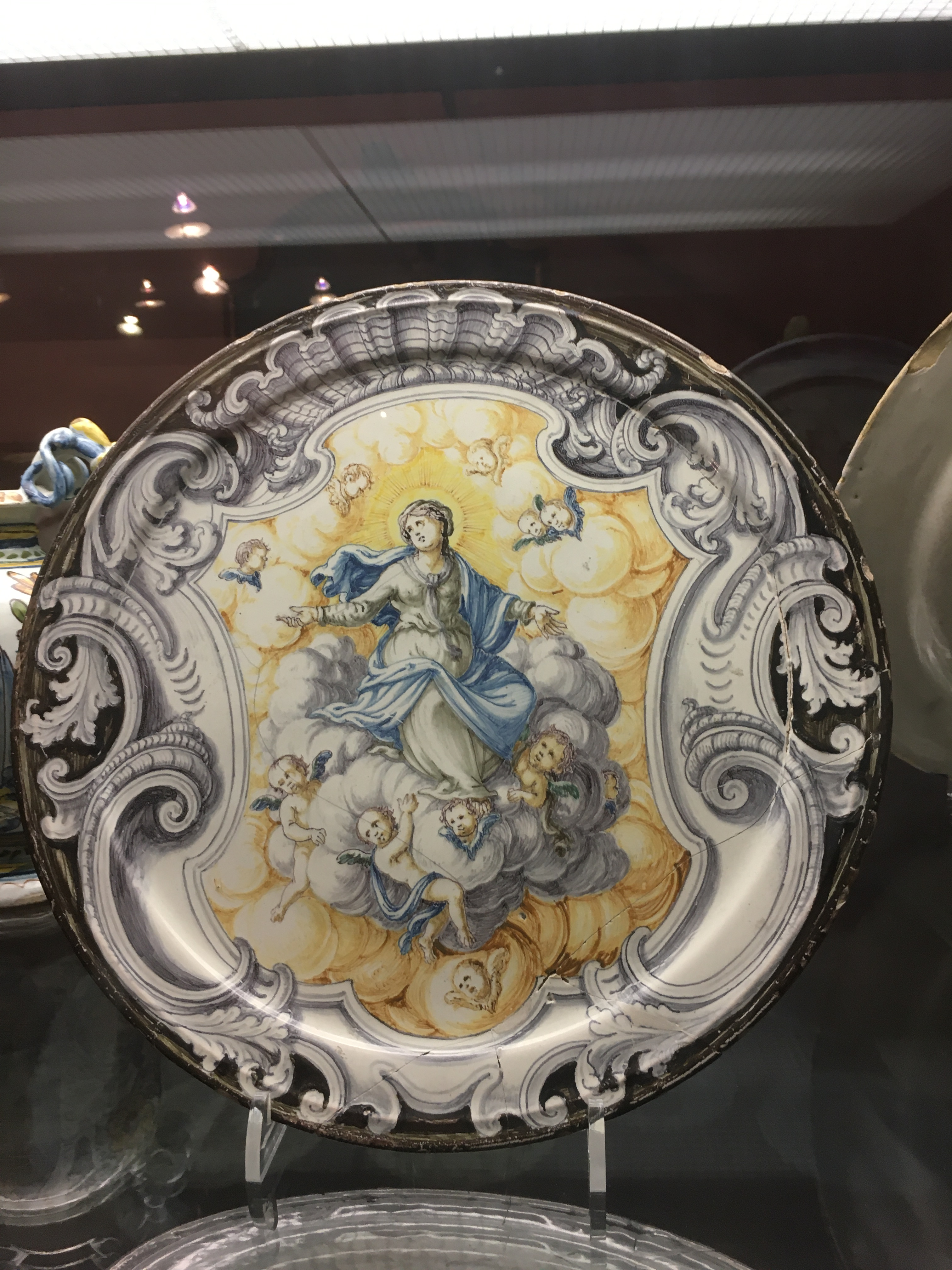
Grande piatto in Maiolica di Pavia, XVII-XVIII secolo.

La pinacoteca Malaspina ha il suo nucleo nella donazione del sovra citato Marchese; è stata ampliata con donazioni successive di vari enti e personalità, come Brambilla e Radlinski.
Nel 2001 la pinacoteca è stata arricchita dal lascito disposto dai collezionisti pavesi Carla e Giulio Morone, la donazione è costituita da 66 opere, tra dipinti, pastelli e disegni di artisti italiani quali Federico Zandomeneghi, Giovanni Segantini, Plino Nomellini, Giuseppe de Nittis, Luigi Conconi, Daniele Ranzoni, Tranquillo Cremona, Giovanni Boldini, Giuseppe Pellizza da Volpedo, Vittore Grubicy de Dragon, Carlo Fornara, Oreste Albertini e molti altri. All'interno della pinacoteca sono anche esposti molti esempio di Maiolica di Pavia, la città infatti, tra il XVI e il XVIII secolo fu uno dei principali centri di produzione di maiolica nell'Italia settentrionale.
In una sala è conservato il raro modello in legno del Duomo del 1497, opera di Giovanni Pietro Fugazza e Cristoforo Rocchi, uno dei pochi modelli lignei rinascimentali giunti a noi,.

### Museo del Risorgimento
Il Museo del risorgimento fu istituito dal comune nel 1885, inizialmente grazie ai numerosissimi lasciti di cittadini che, a vario titolo, parteciparono all’epopea risorgimentale, e lasciarono al neonato museo documenti, libri, fotografie, armi e oggetti. Il percorso museale è articolato su tre sale: la prima sala copre il periodo che va dagli anni di Maria Teresa d’Austria fino al regno Lombardo Veneto, dedicando particolare spazio alla vita sociale, economica e culturale di Pavia, alla vivacità dell’università, raccogliendo anche materiali di età precedente, come un sigillo del comune di Pavia del XVI secolo. Interamente dedicata alla famiglia Cairoli è la seconda sala, mentre la terza sala espone armi e uniformi (Austriache, Piemontesi e Francesi) del periodo risorgimentale e dedica spazio alla figura di Garibaldi e a Benedetto Cairoli.

### Sezione di scultura moderna e Gipsoteca
Riallestito intorno al 2010, la sezione raccoglie oltre 200 sculture dei secoli XIX e XX, in gran parte in gesso (calchi o bozzetti). Molti di essi provengono dalle Scuole Comunali di Disegno e Incisione e di Pittura (operative dal 1838 fino al 1934), ma si conservano anche opere in terracotta, bronzo e marmo, tra le quali ricordiamo quelle di Giovanni Spertini, Medardo Rosso, Ernesto Bazzaro, Romolo Del Bo, Alfonso Marabelli, Filippo Tallone e Emilio Testa. Uno dei pezzi più significativi è il calco in gesso del fregio Il trionfo di Alessandro Magno a Babilonia di Bertel Thorvaldsen. La sezione '900/00, inaugurata nel 2018, accoglie opere realizzate tra il 1920 e il 2018. Tra queste, l’importante Donazione dello scultore Ernesto Ornati, le opere premiate nei vari concorsi artistici organizzati in città per promuovere l'arte contemporanea (Premio Bottigella, 1959; Premio PromoArt Giovane arte europea, 2001-2005), oltre alle opere donate dagli artisti (es. Dario Fo, Silvia Manazza, Gunter Pusch, Sergio Alberti).

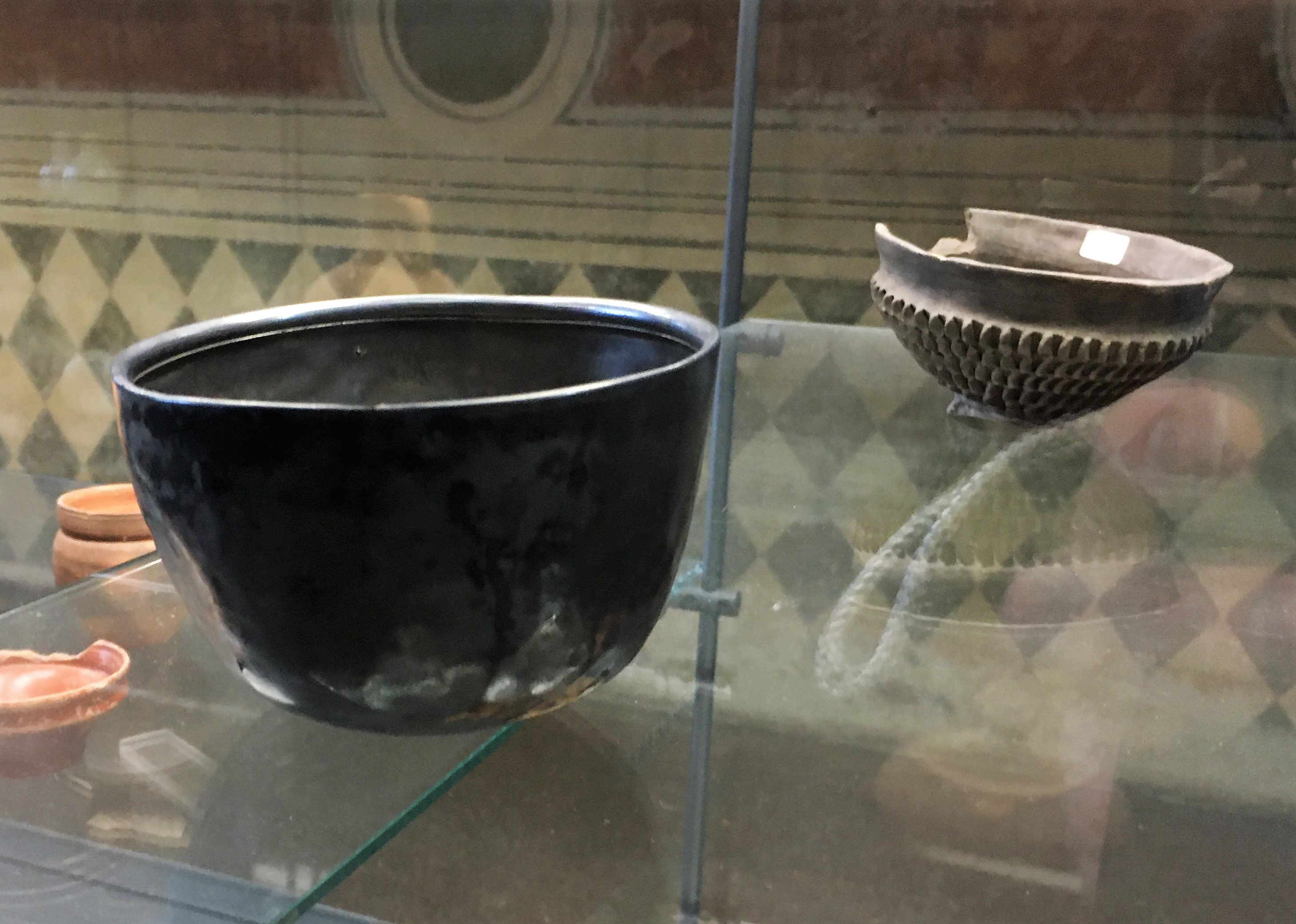
Coppa in argento dalla necropoli celtica di Zerbo, II sec. a.C.
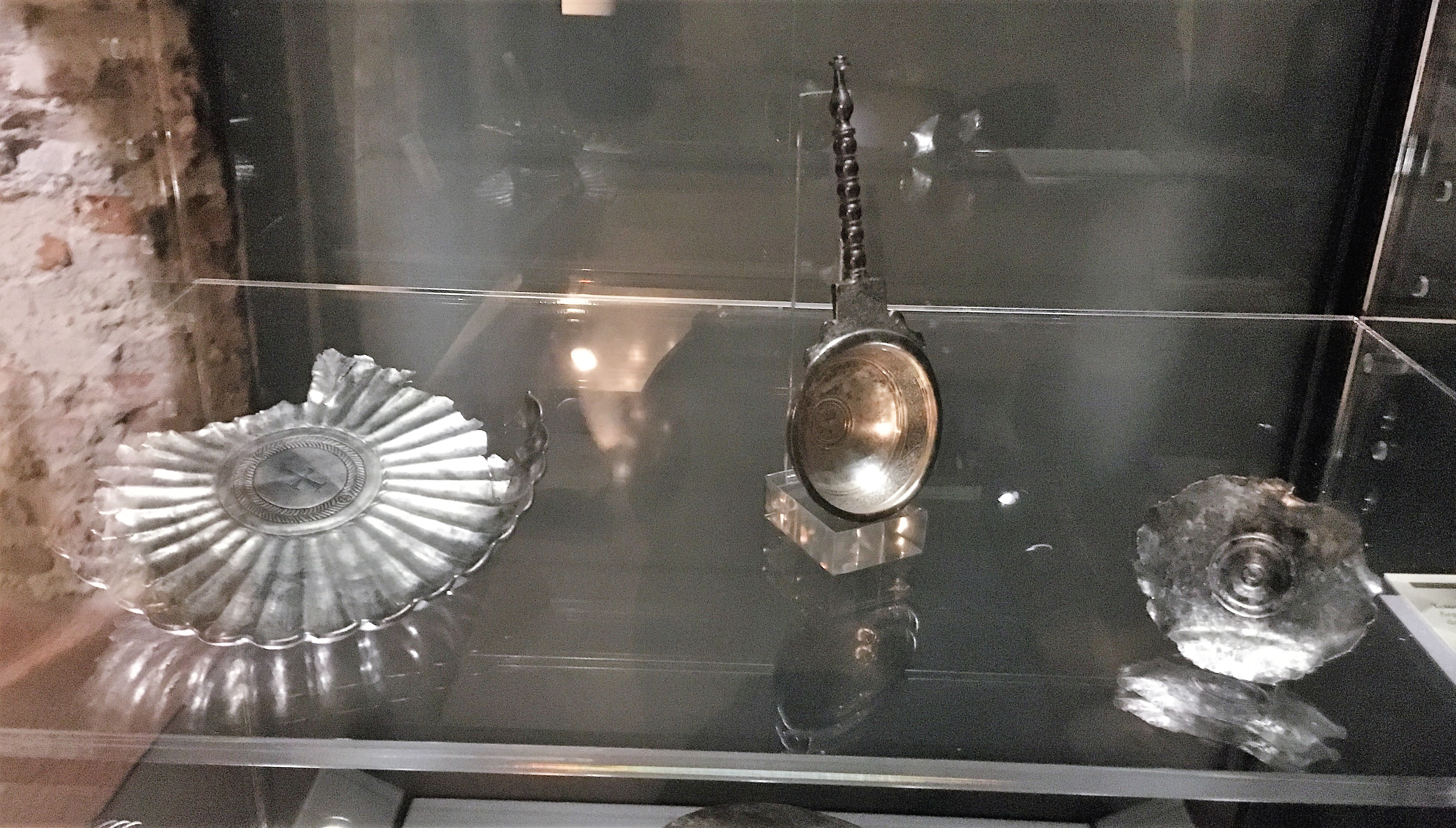
Argenti liturgici dalla basilica di San Michele Maggiore, VI secolo.
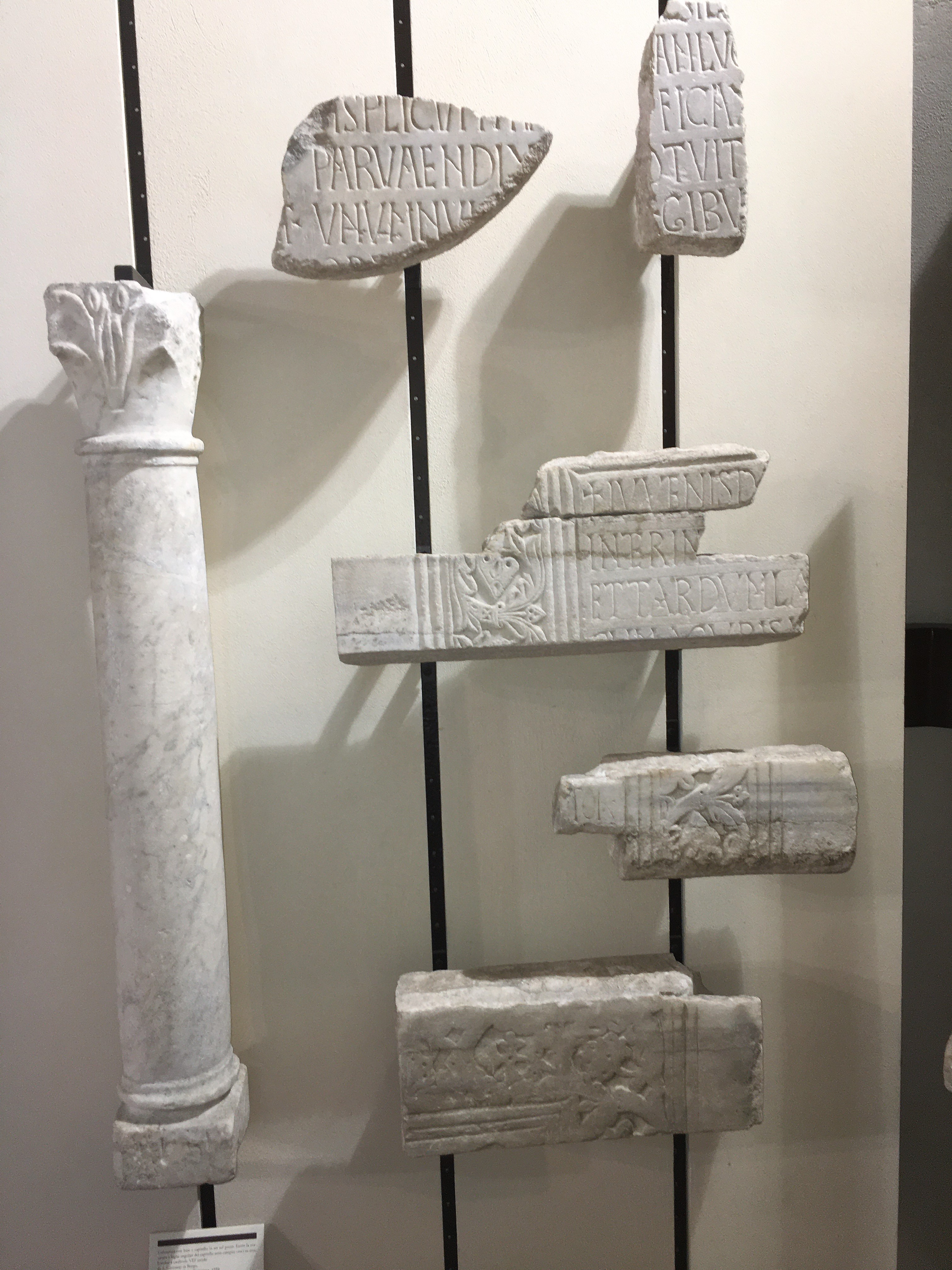
Colonnina e frammenti di epigrafi, VIII secolo, dalla chiesa di San Giovanni in Borgo
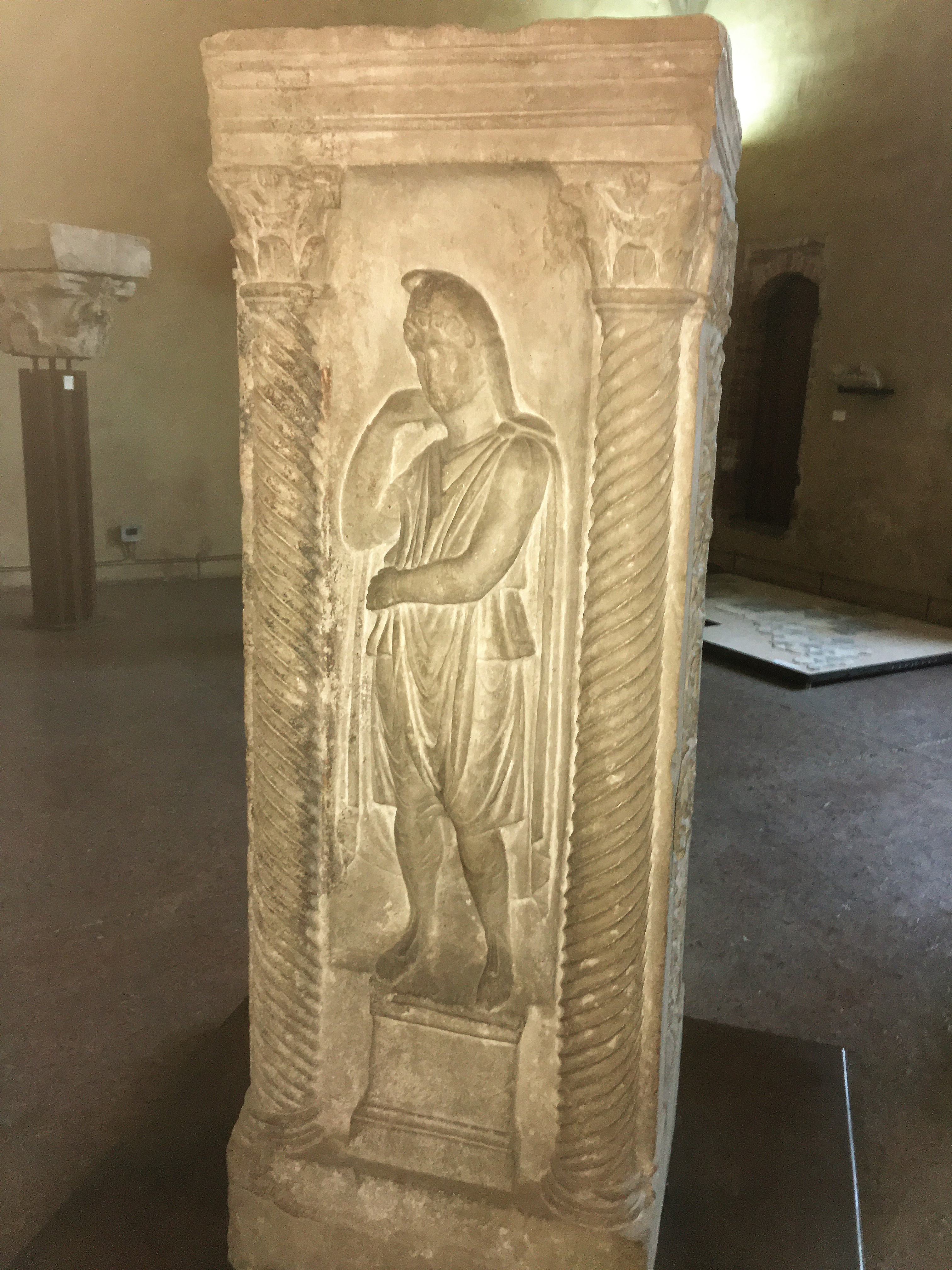
Monumento funebre con figura di Attis, I secolo d.C.
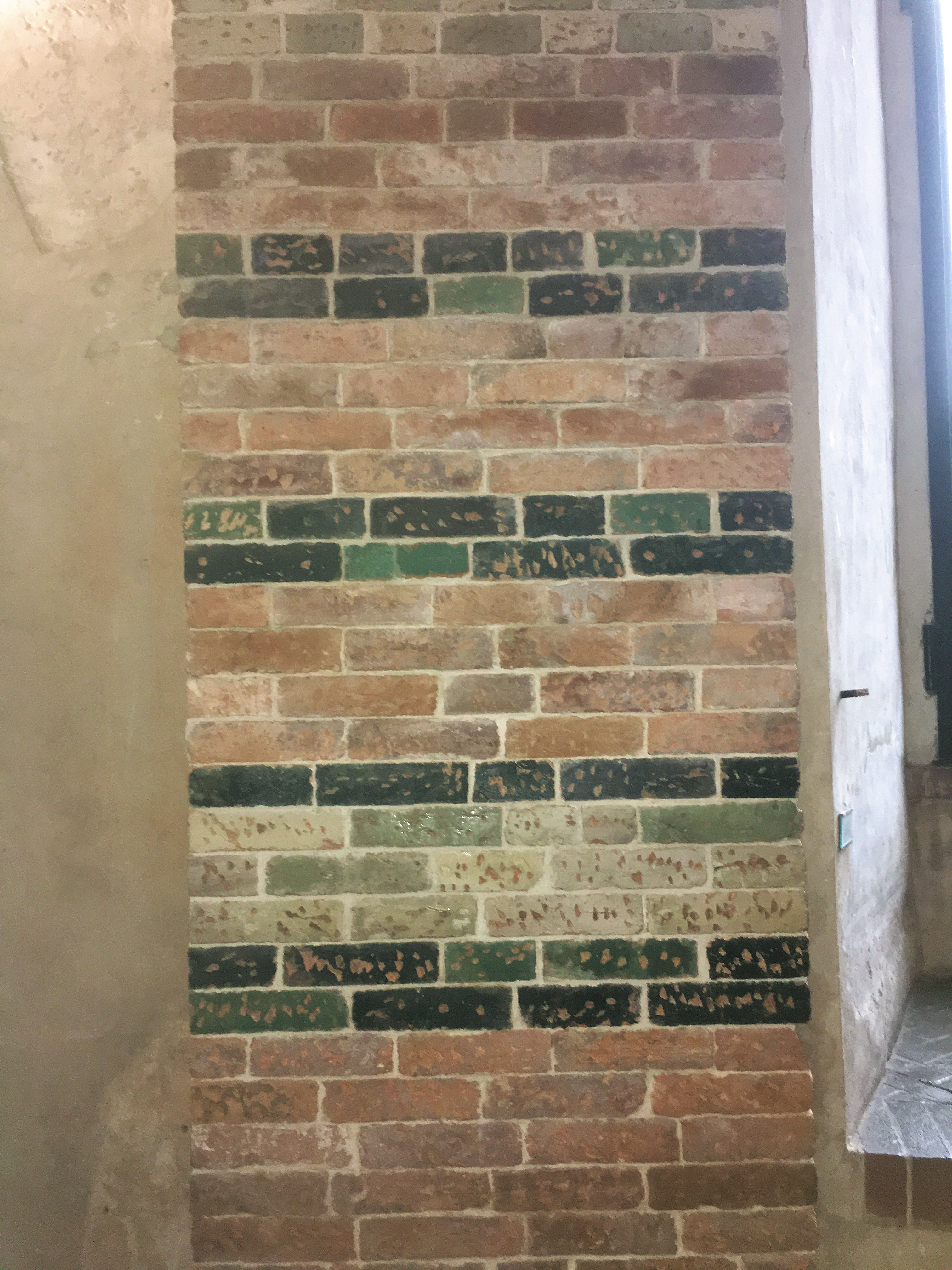
Mattoni smaltati bianchi, verdi e blu, uno dei più antichi esempi europei dell'impiego di smalto stannifero, da Santa Maria del Popolo (XI- XII secolo)

### Altre collezioni
In museo raccoglie anche altre collezioni, come quella di Luigi Robecchi Bricchetti, ingegnere ed esploratore pavese, donata al museo nel 1926 e che raccoglie numerosi reperti e oggetti raccolti dal Robecchi Bricchetti durante i suoi viaggi in Africa e quella Numismatica, formatasi soprattutto grazie a importanti lasciti, come la collezione di Camillo Brambilla, che conta circa 50.000 monete e copre un arco cronologico compreso tra le emissioni greche classiche e le coniazioni del periodo moderno, con particolare ricchezza per il settore relativo alle serie medievale e moderne e alle monete emesse dalla zecca di Pavia.

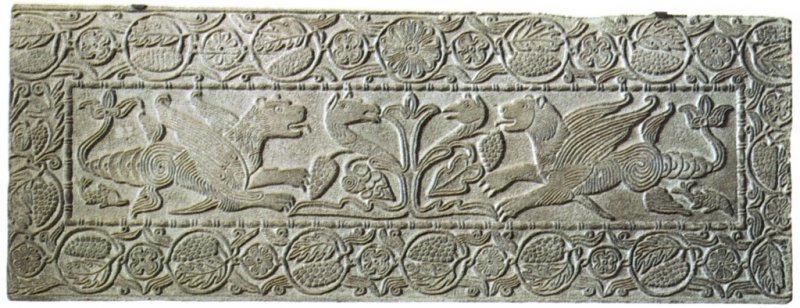
Pluteo dell'Oratorio di San Michele alla Pusterla.
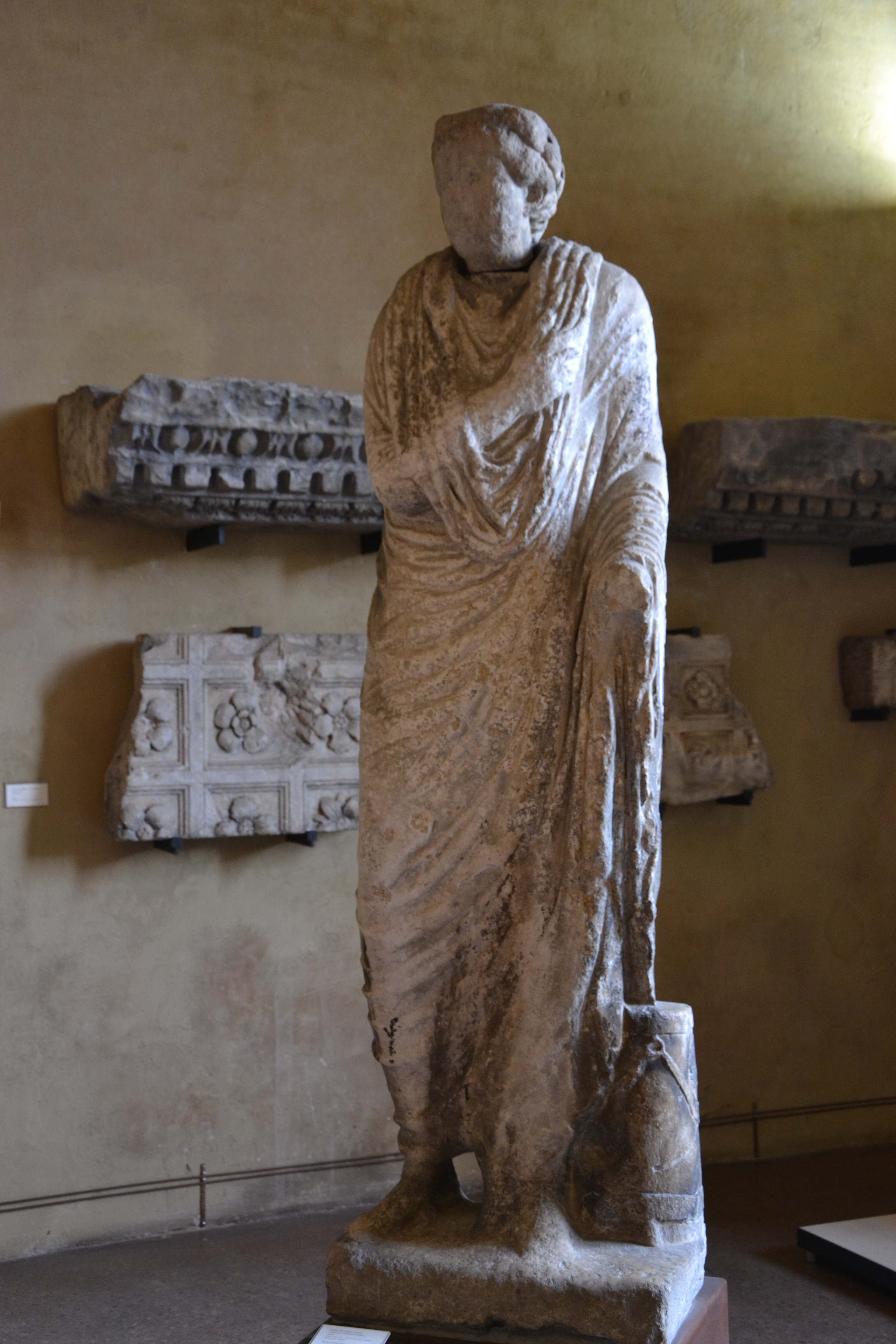
statua di togato nota con il nome di Muto dall’accia al collo, risalente al I - II secolo d.C., dell’antica Ticinum romana.
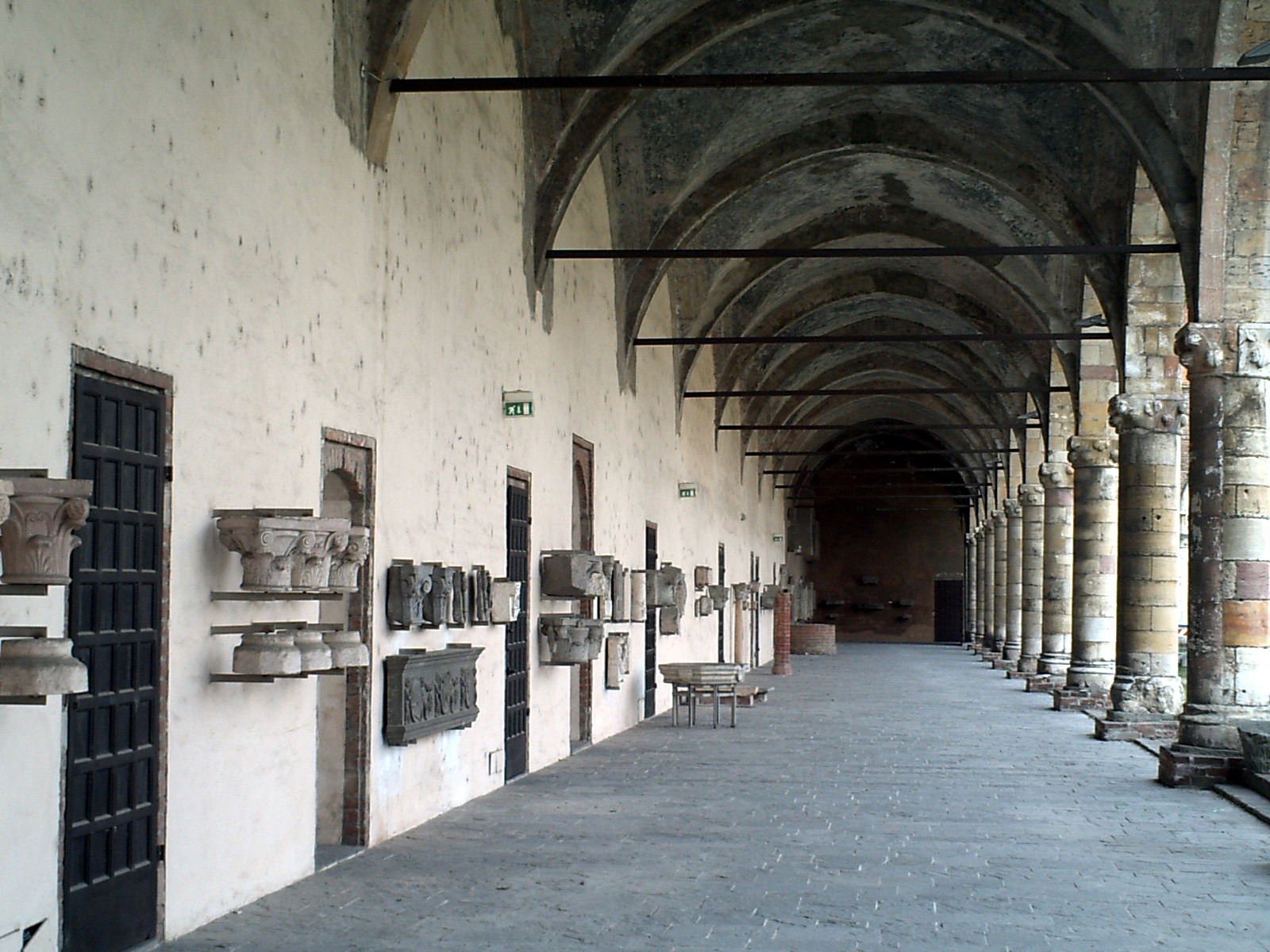
Lapidario.
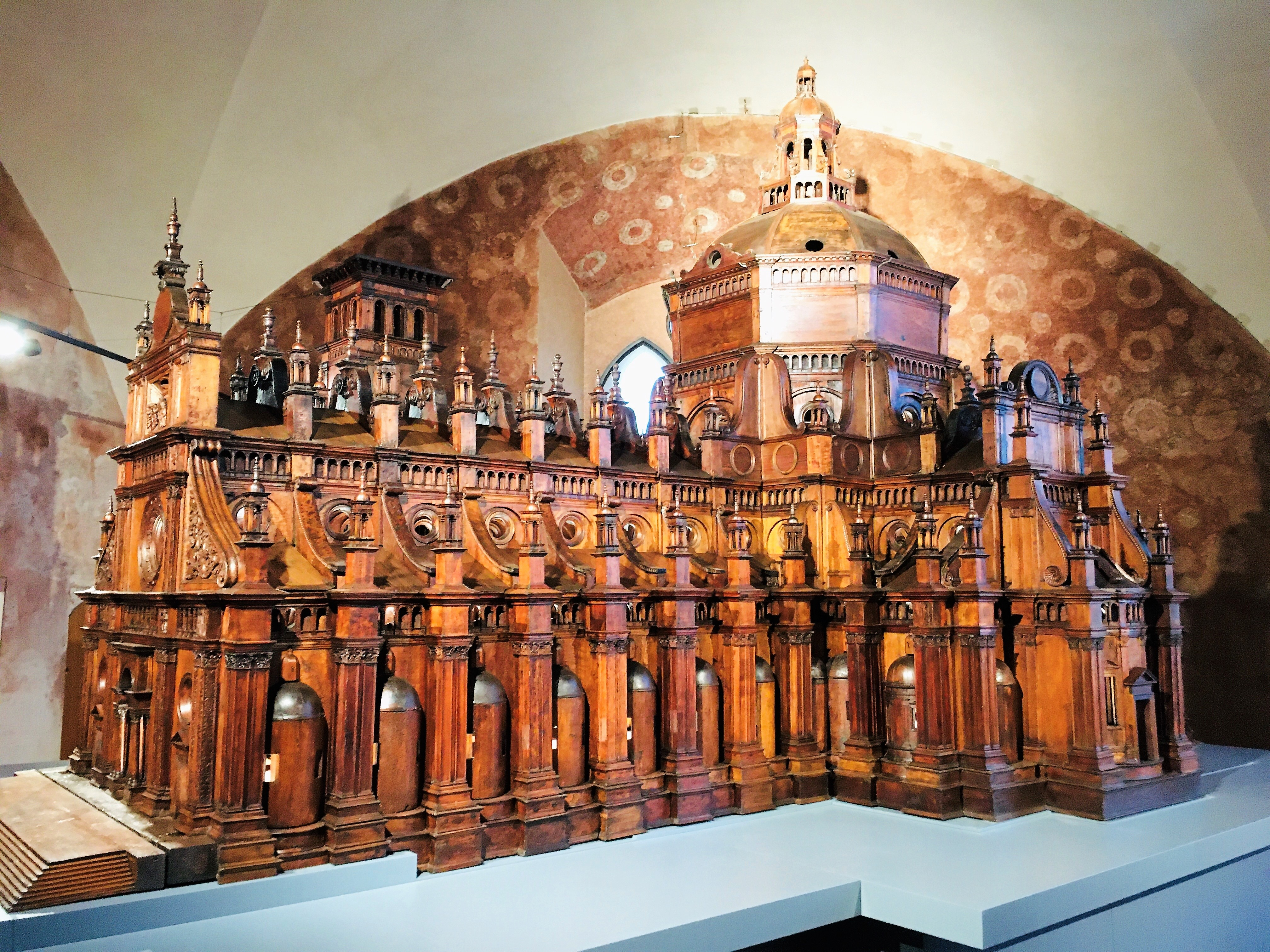
Modello del Duomo di Pavia, 1497.
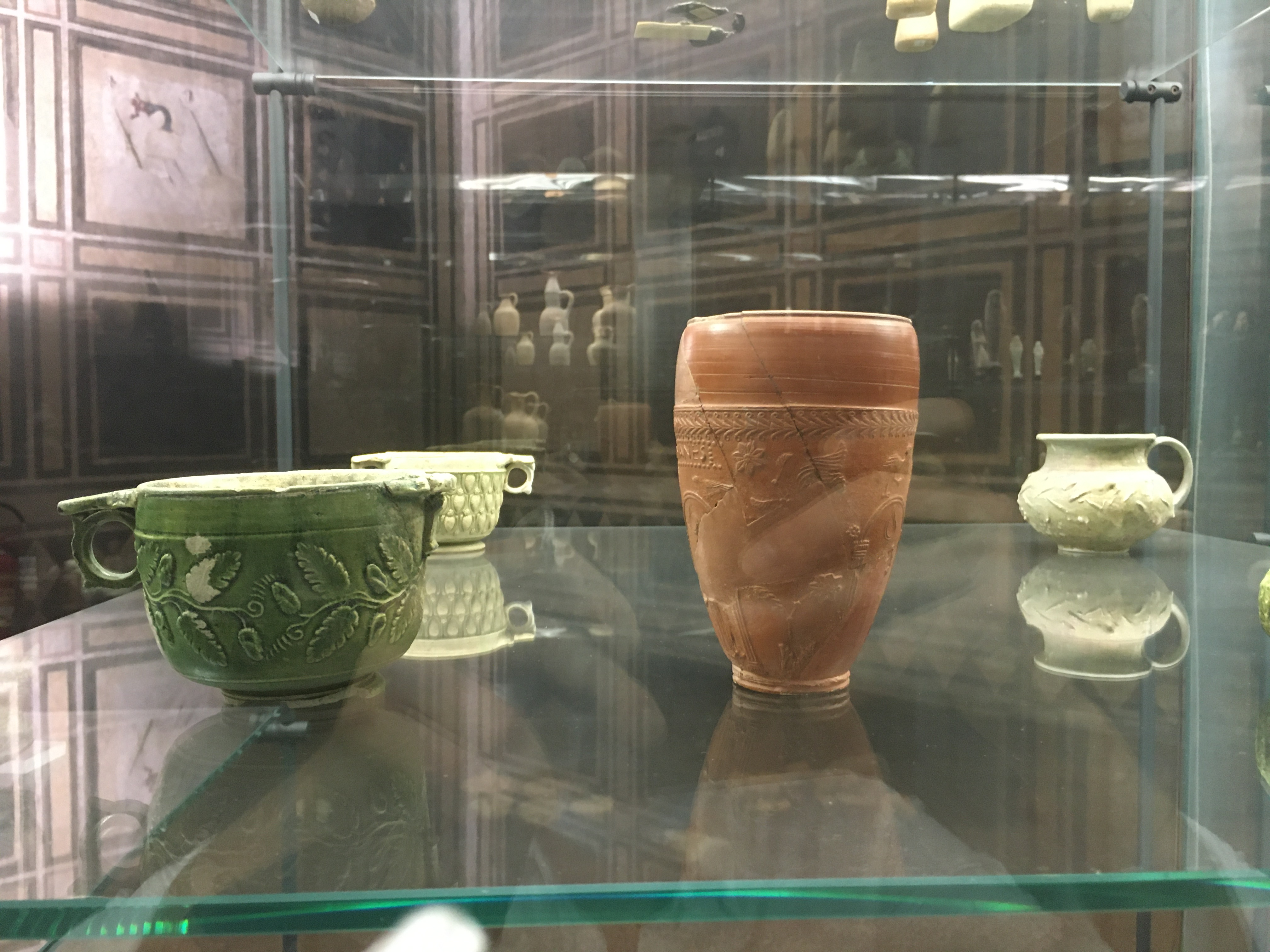
Ceramica invetriata e terra sigillata, I secolo d.C.
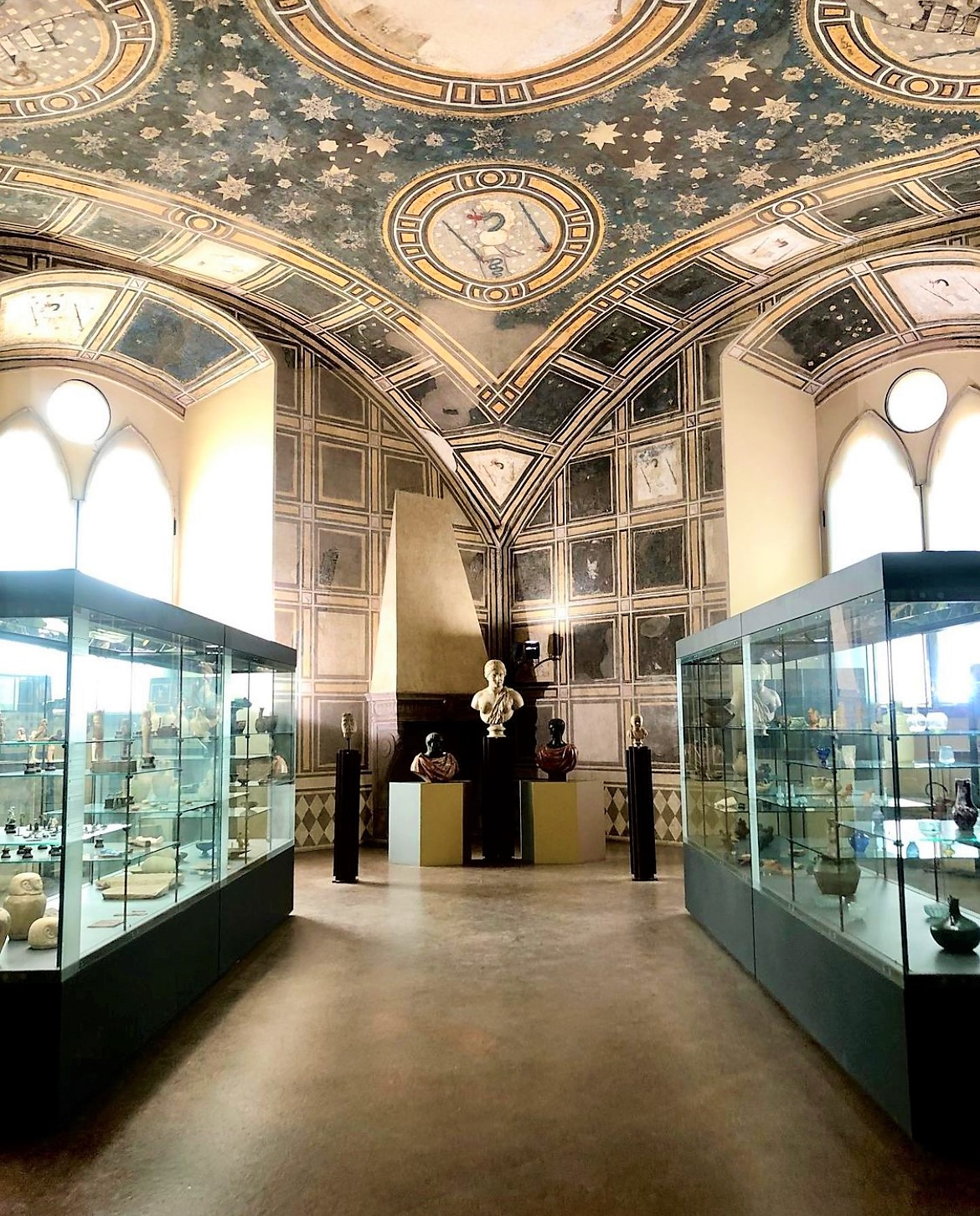
La racccolta egizia.